# Segunda División B de España 2020-21
La temporada 2020-21 de la Segunda División B de fútbol fue la 44.ª y última edición del campeonato. Dio comienzo el 17 de octubre de 2020 y terminó el 26 de mayo de 2021 con a la promoción de ascenso. Se trató de la última edición antes de la reestructuración de las categorías no profesionales por parte de la RFEF. Los cuatro equipos que terminaron ascendiendo a Segunda División fueron el Burgos C. F., la Real Sociedad "B", la U. D. Ibiza y la S. D. Amorebieta. 
La temporada anterior terminó de forma precipitada debido a la pandemia de COVID-19. Tras un mes con la competición suspendida por alerta sanitaria, la RFEF decidió dar por finalizadas las competiciones con unas consideraciones extraordinarias, tales como la celebración de una promoción de ascenso en formato exprés, la supresión de descensos, y la ampliación de la categoría a ciento dos equipos divididos en cinco grupos.
Esos 102 participantes en su última edición compitieron para repartir a todos los equipos la siguiente temporada de la manera siguiente:
- Los 4 mejores ascendieron a Segunda División.
- Los 36 siguientes se mantuvieron en la tercera categoría, la nueva Primera División RFEF.
- Los 36 siguientes pasaron a la nueva cuarta categoría, la Segunda División RFEF.
- Los últimos 26 descendieron a la nueva quinta categoría, la Tercera División RFEF.

En esta temporada llegaron como debutantes la U.D. Tamaraceite, el C.D. Covadonga, la S. D. Tarazona y el Atzeneta U.E.

## Sistema de competición
El sistema de competición fue confirmado por la Federación Española de Fútbol el 14 de septiembre de 2020.
La competición se desarrolló en tres fases, de las cuales, la primera correspondió a la competición regular, la segunda abarcó tres fases específicas (Segunda Fase para Segunda División, Segunda Fase para Primera División RFEF y Segunda Fase por la Permanencia en Segunda División RFEF) y la tercera correspondió a la promoción de ascenso a Segunda División.

### Primera fase
En la primera fase participaron la totalidad de los 102 equipos, distribuidos en cinco grupos —tres de 20 clubes y dos grupos de 21 clubes—, divididos cada uno, a su vez, en dos subgrupos de diez u once equipos cada uno denominados A y B. Se disputaron en total 18 jornadas para los subgrupos de 10 equipos y 20 jornadas para los subgrupos de 11 equipos. Los clubes participantes se enfrentaron a doble vuelta mediante el sistema de puntos. Su inicio fue el 17 de octubre y la finalización de esta fase fue el 21 de marzo para los subgrupos con diez equipos, y el 28 de marzo en los dos subgrupos con once equipos.
Los clubes que se clasificaron en los tres primeros puestos de los diez subgrupos accedieron a la segunda fase para Segunda División, los clasificados en los puestos del cuarto al sexto (al 7º en los subgrupos de once equipos) accedieron a la Segunda Fase para Primera División RFEF y los clasificados del séptimo al décimo lugar (del 8º al 11º en los subgrupos de once equipos) accederieron a la fase por la permanencia en Segunda División RFEF.
Los puntos obtenidos, así como los goles, tanto a favor como en contra, se arrastraron a la siguiente fase, comenzando cada equipo su fase específica con los puntos y goles obtenidos en la primera fase. En los grupos de 21 equipos, que poseen un subgrupo de 10 y otro de 11, se calculó el coeficiente, siendo este mismo el que se arrastre a las fases específicas.

### Segunda fase
A continuación hubo tres segundas fases específicas. En la segunda fase para Segunda División participaron los clubes clasificados en los tres primeros puestos de cada subgrupo a lo largo de seis jornadas entre el 4 de abril y el 9 de mayo. Los equipos que participaron en el subgrupo A se enfrentaron, a doble vuelta, a los que participaron en el subgrupo B no pudiendo, en ningún caso, enfrentarse a los equipos que participaron en su mismo subgrupo de la primera fase. Los tres primeros clubes clasificados en cada grupo, además del cuarto con mejor coeficiente de entre los cinco grupos, participaron en el play-off de ascenso a Segunda División y los clubes restantes, no clasificados para la fase final de Ascenso, se incorporan a la nueva Primera División RFEF en la próxima temporada 2021/2022. Además, el primer clasificado de cada uno de los cinco grupos al final de esta fase recibió el trofeo de campeón de Segunda División B. 
Por otra parte, en la segunda fase para Primera División RFEF participaron los clubes clasificados en los puestos del cuarto al sexto de cada subgrupo de diez clubes a lo largo de seis jornadas, y los clasificados en los puestos del cuarto al séptimo de los subgrupos de 11 clubes a lo largo de ocho jornadas entre 4 de abril y el 23 de mayo. Los equipos que participaron en el subgrupo A se enfrentarán, a doble vuelta, a los que participaron en el subgrupo B no pudiendo, en ningún caso, enfrentarse a los equipos que participaron en su mismo subgrupo de la Fase Regular. Los dos primeros clubes clasificados (7º y 8º) de cada uno de los grupos ascendieron a la Primera División RFEF, mientras los clubes restantes, que no obtuvieron el ascenso, pasan a la Segunda División RFEF en la próxima temporada 2021-2022.
Por último, en la segunda fase por la permanencia participaron los clubes clasificados del séptimo al último puesto de cada subgrupo de 10 equipos y los clasificados del octavo al último puesto de los subgrupos de 11 equipos. Los equipos que participaron en el subgrupo A se enfrentarán, a doble vuelta, a los que participaron en el subgrupo B no pudiendo, en ningún caso, enfrentarse a los equipos que participaron en su mismo subgrupo de la Fase Regular. Se configura, por tanto, en un total de 8 jornadas entre el 4 de abril y el 26 de mayo. Los clasificados en los puestos del cuarto al octavo de cada grupo, además del clasificado en el tercer puesto con peor coeficiente de entre todos los grupos, descendieron a la Tercera División RFEF.

### Tercera fase
La tercera fase serán los Play Off de Ascenso a Segunda División, que se desarrollaron mediante el sistema de eliminatorias, a partido único. Participaron 16 clubes, esto es, los tres primeros clasificados, además del cuarto con mejor coeficiente de entre los cinco grupos, que disputaron la Fase de Ascenso para Segunda División.
Se desarrolló del 16 al 23 de mayo en formato de concentración en una sede única designada por la RFEF y constó de dos eliminatorias en las que los encuentros se determinaron mediante sorteo, enfrentando a los que hubiesen obtenido mejor clasificación contra los que la hubiesen obtenido peor evitando, hasta donde posible fuere, que se enfrenten dos equipos que hubiesen pertenecido al mismo grupo. En caso de empate en la prórroga, fue equipo ganador aquel que tuviera mejor clasificación en la segunda fase. Solo podía haber tanda de penaltis entre equipos que tuvieron igual puesto clasificatorio. Los cuatro clubes vencedores de la segunda eliminatoria ascendieron a Segunda División y los demás quedaron adscritos a la nueva Primera División RFEF en la próxima temporada 2021/2022.

## Disposiciones extraordinarias por COVID-19
Disposiciones extraordinarias por la pandemia de COVID-19 que pueden verse modificadas durante el transcurso de la temporada por causa de fuerza mayor. Si así fuera, la Comisión Delegada de la Asamblea de la RFEF es la encargada de determinar la paralización y/o de la vuelta a la competición en atención a las causas de fuerza mayor que sobrevengan y su prolongación en el tiempo, salvo en aquellos aspectos que la competencia fuera del Juez Único de Competición. Quedaron acreditadas las causas de fuerza mayor “cuando en un territorio determinado existiera una normativa o una orden gubernativa, y si fuere el caso, debidamente avalada por la justicia competente, que impida el desarrollo de las actividades deportivas de competición federada, ya sea entrenamientos de cualquier nivel o la disputa de partidos en dicho territorio o bien que se haya decretado el Estado de Alarma que incluya estas limitaciones.
En caso de suspensión o paralización de las competiciones por fuerza mayor se establecieron reglas para la determinación de los ascensos, descensos y ganadores de las competiciones. Al tratarse de competiciones con varias fases (subgrupos, grupos y fases clasificación), si por cualquier circunstancia de fuerza mayor no pudiese finalizar la totalidad de la competición, es decir, la disputa de todos los partidos previstos desde el inicio, antes del 30 de junio, se hubiera sometido a la Comisión Delegada de la RFEF la resolución específica de la situación siempre teniendo en cuenta que para que puedieran existir ascensos y descensos debió haberse completado como mínimo el 50% de los partidos que correspondiera disputar para conseguir el objetivo o resultado competitivo fijado para la siguiente temporada (ascenso, descenso) y en caso de igualdad de situaciones se resolveria por coeficiente computado en la totalidad de los partidos disputados sumando todas las fases disputadas hasta el momento en que no se pudo seguir disputando.
De la misma forma, se previó cómo actuar si un equipo o varios, por causas de fuerza mayor, no pudiera/n disputar uno o varios partidos en la competición regular durante la temporada y los mismos no pudieran ser disputados antes de finalizar la misma; si no pudiera realizar los entrenamientos y disputar los partidos en su terreno de juego en el caso de Segunda División “B”; si los equipos no pudieran desplazase puntual o continuadamente a otros territorios en el caso de Tercera División; o si existe un caso positivo por Covid-19 de cualquiera de las personas que tenga licencia deportiva con el equipo.

## Equipos
Un total de 102 equipos disputaron la liga. El total de los equipos incluye 76 equipos de la Segunda División B de España 2019-20, cuatro descendidos de la Segunda División de España 2019-20 y veintidós ascendidos de la Tercera División de España 2019-20.

### Relevos
| Descendidos de 2.ª División | Descendidos de 2.ª División | Descendidos de 2.ª División | Descendidos de 2.ª División |
| Pos.                        | Equipo                      | Pos.                        | Equipo                      |
| --------------------------- | --------------------------- | --------------------------- | --------------------------- |
| 19.º                        | R.C. Deportivo de La Coruña | 21.º                        | Extremadura U.D.            |
| 20.º                        | C.D Numancia                | 22.º                        | Racing de Santander         |

| Ascendidos a 2.ª División | Ascendidos a 2.ª División | Ascendidos a 2.ª División | Ascendidos a 2.ª División |
| Pos.                      | Equipo                    | Pos.                      | Equipo                    |
| ------------------------- | ------------------------- | ------------------------- | ------------------------- |
| 1.º (II)                  | U.D. Logroñés             | 1.º (III)                 | C.D. Castellón            |
| 1.º (IV)                  | F.C. Cartagena            | 3.º (III)                 | C.E. Sabadell F.C.        |

|                                        | \| Ascendidos de 3.ª División (promoción) \| Ascendidos de 3.ª División (promoción) \| Ascendidos de 3.ª División (promoción) \| Ascendidos de 3.ª División (promoción) \| \| Pos. \| Equipo \| Pos. \| Equipo \| \| -------------------------------------- \| -------------------------------------- \| -------------------------------------- \| -------------------------------------- \| \| 1.º (I) \| S.D. Compostela \| 2.º (IX) \| C.D. El Ejido 2012 \| \| 1.º (II) \| C.D. Lealtad \| 1.º (X) \| Betis Deportivo \| \| 3.º (II) \| C.D. Covadonga \| 1.º (XI) \| U.D. Poblense \| \| 1.º (III) \| C.D. Laredo \| 1.º (XII) \| C.D. Marino \| \| 1.º (IV) \| Club Portugalete \| 4.º (XII) \| U.D. Tamaraceite \| \| 1.º (V) \| C.E. L'Hospitalet \| 1.º (XIII) \| C.F. Lorca Deportiva \| \| 1.º (VI) \| C.D. Alcoyano \| 1.º (XIV) \| C.F. Villanovense \| \| 3.º (VI) \| Atzeneta U.E. \| 1.º (XV) \| U.D. Mutilvera \| \| 1.º (VII) \| C.D.A. Navalcarnero \| 1.º (XVI) \| S.D. Logroñés \| \| 1.º (VIII) \| Zamora C.F. \| 1.º (XVII) \| S.D. Tarazona \| \| 1.º (IX) \| Linares Deportivo \| 1.º (XVIII) \| U.D. Socuéllamos C.F. \| |             |                       |
| Ascendidos de 3.ª División (promoción) | |             |                       |
| Pos.                                   | Equipo | Pos.        | Equipo                |
| 1.º (I)                                | S.D. Compostela | 2.º (IX)    | C.D. El Ejido 2012    |
| 1.º (II)                               | C.D. Lealtad | 1.º (X)     | Betis Deportivo       |
| 3.º (II)                               | C.D. Covadonga | 1.º (XI)    | U.D. Poblense         |
| 1.º (III)                              | C.D. Laredo | 1.º (XII)   | C.D. Marino           |
| 1.º (IV)                               | Club Portugalete | 4.º (XII)   | U.D. Tamaraceite      |
| 1.º (V)                                | C.E. L'Hospitalet | 1.º (XIII)  | C.F. Lorca Deportiva  |
| 1.º (VI)                               | C.D. Alcoyano | 1.º (XIV)   | C.F. Villanovense     |
| 3.º (VI)                               | Atzeneta U.E. | 1.º (XV)    | U.D. Mutilvera        |
| 1.º (VII)                              | C.D.A. Navalcarnero | 1.º (XVI)   | S.D. Logroñés         |
| 1.º (VIII)                             | Zamora C.F. | 1.º (XVII)  | S.D. Tarazona         |
| 1.º (IX)                               | Linares Deportivo | 1.º (XVIII) | U.D. Socuéllamos C.F. |

     Ascenso a través de ruta de campeones de grupo

     Ascenso a través de ruta de no campeones de grupo

     Descenso directo ordinario

     Descenso después de promoción de permanencia

     Descenso administrativo o desaparición

### Composición de grupos
Una vez conocidos los 102 equipos participantes, se comenzaron a desvelar las primeras propuestas de grupos. El lunes 31 de agosto la Comisión Gestora de la RFEF ratificó la composición de grupos que había sido propuesta horas antes por la Comisión de Presidentes de federaciones autonómicas de fútbol.
| Grupo I                      | Grupo II            | Grupo III                 | Grupo IV                 | Grupo V                         |
| ---------------------------- | ------------------- | ------------------------- | ------------------------ | ------------------------------- |
| Subgrupo A                   | Subgrupo A          | Subgrupo A                | Subgrupo A               | Subgrupo A                      |
| Coruxo F.C.                  | Arenas Club         | A.E. Prat                 | Algeciras C.F.           | C.D.A. Navalcarnero             |
| Pontevedra C.F.              | Bilbao Athletic     | C.E. L'Hospitalet         | Atlético Sanluqueño C.F. | C.F. Rayo Majadahonda           |
| Racing Club de Ferrol        | Barakaldo C.F.      | C.F. Badalona             | Cádiz C.F. "B"           | Atlético de Madrid "B"          |
| R.C. Celta "B"               | C. Portugalete      | F.C. Andorra              | Marbella F.C.            | Getafe C.F. "B"                 |
| R.C.D. La Coruña             | D. Alavés "B"       | F.C. Barcelona "B"        | R.B. Linense             | Las Rozas C.F.                  |
| S.D. Compostela              | R. Sociedad "B"     | C. Gimnàstic de Tarragona | R.C. Recreativo          | Real Madrid Castilla C.F.       |
| C.D. Guijuelo                | Real Unión Club     | C. Lleida Esportiu        | San Fernando C.D.        | C. Internacional de Madrid      |
| Zamora C.F.                  | S.D. Amorebieta     | R.C.D. Espanyol "B"       | U.D. Tamaraceite         | U.D. San Sebastián de los Reyes |
| Salamanca C.F.               | S.D. Leioa          | U.E. Cornellà             | C.D. Marino              | C.D. Atlético Baleares          |
| Unionistas de Salamanca C.F. | C.D. Laredo         | U.E. Llagostera           | U.D. Las Palmas Atlético | U.D. Poblense                   |
|                              | Racing de Santander | U.E. Olot                 |                          |                                 |
| Subgrupo B                   | Subgrupo B          | Subgrupo B                | Subgrupo B               | Subgrupo B                      |
| C.D. Covadonga               | C.D. Calahorra      | C.D. Alcoyano             | Betis Deportivo Balompié | A.D. Mérida                     |
| C. Marino de Luanco          | S.D. Logroñés       | Atlético Levante U.D.     | Recreativo Granada       | C.D. Badajoz                    |
| C.D. Lealtad                 | C. Haro Deportivo   | Atzeneta U.E.             | Córdoba C.F.             | C.D. Don Benito                 |
| R. Oviedo Vetusta            | C.D. Izarra         | C.F. La Nucía             | C.D. El Ejido 2012       | C.F. Villanovense               |
| R. Sporting "B"              | C.D. Tudelano       | Hércules de Alicante C.F. | Linares Dep.             | Extremadura U.D.                |
| U.P. Langreo                 | C.A. Osasuna "B"    | Orihuela C.F.             | Sevilla Atlético C.      | U.D. Melilla                    |
| Burgos C.F.                  | U.D. Mutilvera      | Valencia C.F. Mestalla    | C.F. Lorca Deportiva     | C.F. Talavera de la Reina       |
| Cultural Leonesa             | C.D. Ebro           | Villarreal C.F. "B"       | R. Murcia C.F.           | C.P. Villarrobledo              |
| Real Valladolid Promesas     | S.D. Tarazona       | S.C.R. Peña Deportiva     | UCAM Murcia C.F.         | U.D. Socuéllamos                |
| C.D. Numancia                | S.D. Ejea           | U.D. Ibiza                | Yeclano Deportivo        | Villarrubia C.F.                |

     Clubes que permanecen en la categoría

     Clubes procedentes de Segunda División

     Clubes procedentes de Tercera División

## Primera fase
Esta fase se inició el 17 de octubre de 2020 y finalizó el 2 de abril de 2021.

### Grupo I

#### Clasificación Grupo I Subgrupo A
| Pos. | Equipos                      | PJ | PG | PE | PP | GF | GC | Dif. | Pts. | Coef  |
| ---- | ---------------------------- | -- | -- | -- | -- | -- | -- | ---- | ---- | ----- |
| 1.   | R.C. Celta "B"               | 18 | 9  | 3  | 6  | 22 | 20 | +2   | 30   | 1,667 |
| 2.   | Unionistas de Salamanca C.F. | 18 | 8  | 6  | 4  | 17 | 10 | +7   | 30   | 1,667 |
| 3.   | Zamora C.F.                  | 18 | 8  | 6  | 4  | 18 | 17 | +1   | 30   | 1,667 |
| 4.   | R.C. Deportivo               | 18 | 8  | 5  | 5  | 14 | 10 | +4   | 29   | 1,611 |
| 5.   | Racing Club de Ferrol        | 18 | 7  | 6  | 5  | 22 | 17 | +5   | 27   | 1,500 |
| 6.   | S.D. Compostela              | 18 | 5  | 10 | 3  | 20 | 16 | +4   | 25   | 1,388 |
| 7.   | Pontevedra C.F.              | 18 | 5  | 6  | 7  | 19 | 19 | 0    | 21   | 1,166 |
| 8.   | Coruxo F.C.                  | 18 | 6  | 2  | 10 | 16 | 23 | -7   | 20   | 1,111 |
| 9.   | Salamanca C.F.               | 18 | 5  | 4  | 9  | 17 | 23 | -6   | 19   | 1,055 |
| 10.  | C.D. Guijuelo                | 18 | 2  | 6  | 10 | 12 | 22 | -10  | 12   | 0,666 |

Pos. = Posición; Pts = Puntos; PJ = Partidos Jugados; PG = Partidos Ganados; PE = Partidos Empatados; PP = Partidos Perdidos; GF = Goles Anotados; GC = Goles Recibidos; Dif. = Diferencia de gol
|  | Clasificado para la Segunda Fase para Segunda División.                       |
|  | Clasificado para la Segunda Fase para Primera División RFEF.                  |
|  | Clasificado para la Segunda Fase por la permanencia en Segunda División RFEF. |

#### Resultados Grupo I Subgrupo A
| Local \ Visitante            | Cel | Com | Cor | Dep | Gui | Pon | Rac | Sal | Uni | Zam |
| ---------------------------- | --- | --- | --- | --- | --- | --- | --- | --- | --- | --- |
| R.C. Celta de Vigo "B"       | —   | 0–3 | 1–0 | 0–3 | 2–1 | 1–1 | 0–1 | 0–2 | 1–1 | 2–0 |
| S.D. Compostela              | 1–2 | —   | 3–2 | 0–0 | 3–0 | 2–2 | 1–1 | 1–1 | 0–0 | 0–0 |
| Coruxo F.C.                  | 1–2 | 0–0 | —   | 2–0 | 2–1 | 3–0 | 3–1 | 1–0 | 0–0 | 0–1 |
| R.C. Deportivo               | 1–2 | 0–2 | 1–0 | —   | 1–0 | 1–0 | 1–0 | 2–1 | 0–0 | 2–0 |
| C.D. Guijuelo                | 0–0 | 1–1 | 0–2 | 0–0 | —   | 2–1 | 1–1 | 2–0 | 0–1 | 0–1 |
| Pontevedra C.F.              | 2–1 | 0–1 | 3–0 | 1–1 | 0–0 | —   | 0–1 | 2–0 | 1–1 | 0–1 |
| Racing de Ferrol             | 2–0 | 1–1 | 4–0 | 1–0 | 1–0 | 2–3 | —   | 0–1 | 0–1 | 2–2 |
| Salamanca C.F.               | 0–3 | 3–0 | 2–0 | 0–0 | 2–2 | 1–3 | 1–2 | —   | 2–1 | 1–1 |
| Unionistas de Salamanca C.F. | 1–2 | 2–0 | 2–0 | 0–1 | 1–0 | 1–0 | 1–1 | 1–0 | —   | 1–2 |
| Zamora C.F.                  | 0–3 | 1–1 | 2–0 | 1–0 | 3–2 | 0–0 | 1–1 | 2–0 | 0–2 | —   |

#### Clasificación Grupo I Subgrupo B
| Pos. | Equipos                  | PJ | PG | PE | PP | GF | GC | Dif. | Pts. | Coef  |
| ---- | ------------------------ | -- | -- | -- | -- | -- | -- | ---- | ---- | ----- |
| 1.   | Burgos CF                | 18 | 12 | 3  | 3  | 24 | 12 | +12  | 39   | 2,167 |
| 2.   | Cultural Leonesa         | 18 | 8  | 7  | 3  | 27 | 15 | +12  | 31   | 1,722 |
| 3.   | Real Valladolid Promesas | 18 | 8  | 6  | 4  | 24 | 17 | +7   | 30   | 1,667 |
| 4.   | CD Numancia              | 18 | 6  | 7  | 5  | 23 | 14 | +9   | 25   | 1,389 |
| 5.   | UP Langreo               | 18 | 6  | 7  | 5  | 21 | 20 | +1   | 25   | 1,389 |
| 6.   | Marino de Luanco         | 18 | 6  | 4  | 8  | 18 | 22 | -4   | 22   | 1,222 |
| 7.   | Real Oviedo Vetusta      | 18 | 6  | 3  | 9  | 17 | 27 | -10  | 21   | 1,167 |
| 8.   | CD Lealtad               | 18 | 4  | 8  | 6  | 11 | 14 | -3   | 20   | 1,111 |
| 9.   | Sporting de Gijón B      | 18 | 3  | 7  | 8  | 16 | 24 | -8   | 16   | 0,888 |
| 10.  | CD Covadonga             | 18 | 4  | 2  | 12 | 21 | 37 | -16  | 14   | 0,777 |

Pos. = Posición; Pts = Puntos; PJ = Partidos Jugados; PG = Partidos Ganados; PE = Partidos Empatados; PP = Partidos Perdidos; GF = Goles Anotados; GC = Goles Recibidos; Dif. = Diferencia de gol
|  | Clasificado para la Segunda Fase para Segunda División.                       |
|  | Clasificado para la Segunda Fase para Primera División RFEF.                  |
|  | Clasificado para la Segunda Fase por la permanencia en Segunda División RFEF. |

#### Resultados Grupo I Subgrupo B
| Local \ Visitante        | Bur | Cov | Cul | Lan | Lea | Mar | Num | Ovi | Spo | Val |
| ------------------------ | --- | --- | --- | --- | --- | --- | --- | --- | --- | --- |
| Burgos C.F.              | —   | 2–2 | 2–1 | 0–2 | 1–0 | 2–0 | 1–0 | 4–0 | 1–0 | 2–0 |
| C.D. Covadonga           | 1–2 | —   | 1–0 | 0–1 | 2–0 | 2–1 | 0–3 | 1–3 | 2–0 | 1–3 |
| Cultural Leonesa         | 1–1 | 2–0 | —   | 3–1 | 0–0 | 2–0 | 0–0 | 2–1 | 1–1 | 1–1 |
| U.P. Langreo             | 1–2 | 3–2 | 2–2 | —   | 0–0 | 1–1 | 1–1 | 2–2 | 1–1 | 2–1 |
| C.D. Lealtad             | 0–0 | 1–0 | 1–0 | 0–1 | —   | 0–1 | 1–1 | 0–0 | 1–0 | 1–1 |
| C. Marino de Luanco      | 3–0 | 3–1 | 0–2 | 1–0 | 2–2 | —   | 1–0 | 2–1 | 0–0 | 0–1 |
| C.D. Numancia            | 0–1 | 5–0 | 0–2 | 1–0 | 1–0 | 3–1 | —   | 4–1 | 1–1 | 2–2 |
| R. Oviedo Vetusta        | 0–1 | 2–1 | 1–3 | 0–1 | 2–1 | 2–1 | 0–0 | —   | 1–0 | 0–3 |
| R. Sporting "B"          | 0–2 | 3–3 | 2–4 | 2–1 | 2–2 | 1–1 | 1–0 | 0–1 | —   | 0–2 |
| Real Valladolid Promesas | 1–0 | 3–2 | 1–1 | 1–1 | 0–1 | 2–0 | 1–1 | 1–0 | 0–2 | —   |

### Grupo II

#### Clasificación Grupo II Subgrupo A
| Pos. | Equipos             | PJ | PG | PE | PP | GF | GC | Dif. | Pts. | Coef  |
| ---- | ------------------- | -- | -- | -- | -- | -- | -- | ---- | ---- | ----- |
| 1.   | R. Sociedad "B"     | 20 | 12 | 4  | 4  | 35 | 16 | +19  | 40   | 2,000 |
| 2.   | Bilbao Athletic     | 20 | 11 | 6  | 3  | 34 | 19 | +15  | 39   | 1,950 |
| 3.   | S.D. Amorebieta     | 20 | 11 | 4  | 5  | 26 | 19 | +7   | 37   | 1,850 |
| 4    | Racing de Santander | 20 | 10 | 5  | 5  | 30 | 17 | +13  | 35   | 1,750 |
| 5    | Real Unión Club     | 20 | 10 | 3  | 7  | 26 | 18 | +8   | 33   | 1,650 |
| 6.   | Arenas Club         | 20 | 5  | 11 | 4  | 15 | 15 | 0    | 26   | 1,300 |
| 7.   | C.D. Laredo         | 20 | 7  | 3  | 10 | 17 | 27 | -10  | 24   | 1,200 |
| 8.   | C. Portugalete      | 20 | 6  | 4  | 10 | 16 | 19 | -3   | 22   | 1,100 |
| 9.   | D. Alavés "B"       | 20 | 5  | 5  | 10 | 22 | 31 | -9   | 20   | 1,000 |
| 10.  | Barakaldo C.F.      | 20 | 5  | 2  | 13 | 19 | 39 | -20  | 17   | 0,085 |
| 11.  | S.D. Leioa          | 20 | 1  | 7  | 12 | 12 | 32 | -20  | 10   | 0,500 |

Pos. = Posición; Pts = Puntos; PJ = Partidos Jugados; PG = Partidos Ganados; PE = Partidos Empatados; PP = Partidos Perdidos; GF = Goles Anotados; GC = Goles Recibidos; Dif. = Diferencia de gol
|  | Clasificado para la Segunda Fase para Segunda División.                       |
|  | Clasificado para la Segunda Fase para Primera División RFEF.                  |
|  | Clasificado para la Segunda Fase por la permanencia en Segunda División RFEF. |

#### Resultados Grupo II Subgrupo A
| Local \ Visitante   | Ala | Amo | Are | Bar | Bil | Lar | Lei | Por | Rac | RSo | RUn |
| ------------------- | --- | --- | --- | --- | --- | --- | --- | --- | --- | --- | --- |
| D. Alavés "B"       | —   | 0–0 | 2–0 | 3–1 | 0–2 | 3–0 | 0–0 | 1–0 | 2–4 | 0–1 | 0–1 |
| S.D. Amorebieta     | 3–2 | —   | 0–0 | 2–0 | 2–3 | 2–1 | 2–1 | 2–1 | 1–2 | 2–1 | 1–0 |
| Arenas Club         | 1–1 | 0–1 | —   | 4–1 | 1–1 | 1–0 | 1–0 | 1–0 | 1–1 | 1–1 | 0–0 |
| Barakaldo C.F.      | 4–2 | 0–1 | 0–0 | —   | 3–1 | 1–0 | 2–0 | 0–2 | 0–4 | 1–4 | 3–0 |
| Bilbao Athletic     | 2–0 | 2–1 | 1–1 | 3–0 | —   | 2–1 | 4–0 | 2–0 | 0–1 | 1–2 | 0–0 |
| C.D. Laredo         | 2–1 | 1–3 | 1–0 | 2–0 | 2–2 | —   | 2–1 | 0–1 | 0–0 | 0–0 | 1–0 |
| S.D. Leioa          | 2–2 | 1–1 | 1–1 | 2–2 | 1–1 | 0–1 | —   | 1–2 | 1–0 | 1–1 | 0–1 |
| C. Portugalete      | 0–0 | 0–0 | 0–1 | 2–0 | 2–3 | 0–1 | 1–0 | —   | 0–1 | 1–1 | 2–0 |
| Racing de Santander | 3–0 | 0–1 | 0–0 | 3–0 | 1–1 | 3–1 | 2–0 | 1–1 | —   | 0–1 | 1–3 |
| R. Sociedad "B"     | 4–1 | 2–1 | 3–0 | 2–0 | 1–2 | 3–0 | 1–0 | 2–0 | 4–1 | —   | 0–1 |
| Real Unión Club     | 1–2 | 2–0 | 1–1 | 2–1 | 0–1 | 4–1 | 5–0 | 2–1 | 0–2 | 3–1 | —   |

#### Clasificación Grupo II Subgrupo B
| Pos. | Equipos           | PJ | PG | PE | PP | GF | GC | Dif. | Pts. | Coef  |
| ---- | ----------------- | -- | -- | -- | -- | -- | -- | ---- | ---- | ----- |
| 1.   | C.D. Tudelano     | 18 | 9  | 7  | 2  | 29 | 14 | +15  | 34   | 1,889 |
| 2.   | C.D. Calahorra    | 18 | 9  | 7  | 2  | 17 | 6  | +11  | 34   | 1,889 |
| 3.   | S.D. Logroñés     | 18 | 7  | 8  | 3  | 20 | 14 | +6   | 29   | 1,611 |
| 4.   | C. D. Ebro        | 18 | 7  | 7  | 4  | 15 | 17 | -2   | 28   | 1,555 |
| 5.   | C.A. Osasuna "B"  | 18 | 6  | 6  | 6  | 21 | 22 | -1   | 24   | 1,333 |
| 6.   | S. D. Tarazona    | 18 | 7  | 3  | 8  | 16 | 22 | -6   | 24   | 1,333 |
| 7.   | U.D. Mutilvera    | 18 | 6  | 5  | 7  | 23 | 18 | +5   | 23   | 1,277 |
| 8.   | S. D. Ejea        | 18 | 4  | 6  | 8  | 12 | 19 | -7   | 18   | 1,000 |
| 9.   | C.D. Izarra       | 18 | 4  | 3  | 11 | 14 | 25 | -11  | 15   | 0,833 |
| 10.  | C. Haro Deportivo | 18 | 2  | 6  | 10 | 14 | 24 | -10  | 12   | 0,666 |

Pos. = Posición; Pts = Puntos; PJ = Partidos Jugados; PG = Partidos Ganados; PE = Partidos Empatados; PP = Partidos Perdidos; GF = Goles Anotados; GC = Goles Recibidos; Dif. = Diferencia de gol
|  | Clasificado para la Segunda Fase para Segunda División.                       |
|  | Clasificado para la Segunda Fase para Primera División RFEF.                  |
|  | Clasificado para la Segunda Fase por la permanencia en Segunda División RFEF. |

#### Resultados Grupo II Subgrupo B
| Local \ Visitante | Cal | Ebr | Eje | Har | Iza | Log | Mut | Osa | Tar | Tud |
| ----------------- | --- | --- | --- | --- | --- | --- | --- | --- | --- | --- |
| C.D. Calahorra    | —   | 0–1 | 1–0 | 1–0 | 1–0 | 1–0 | 0–0 | 4–1 | 1–1 | 1–1 |
| C.D. Ebro         | 1–0 | —   | 1–1 | 1–1 | 2–1 | 0–0 | 2–1 | 0–0 | 0–1 | 2–1 |
| S.D. Ejea         | 0–0 | 0–0 | —   | 1–1 | 0–0 | 0–0 | 0–3 | 1–0 | 2–0 | 1–2 |
| C. Haro Deportivo | 0–1 | 1–2 | 1–4 | —   | 4–0 | 1–2 | 1–0 | 0–1 | 1–1 | 0–3 |
| C.D. Izarra       | 0–2 | 3–0 | 2–0 | 1–0 | —   | 1–1 | 0–4 | 1–2 | 0–1 | 1–1 |
| S.D. Logroñés     | 0–0 | 3–0 | 1–0 | 1–1 | 0–1 | —   | 2–0 | 2–0 | 3–1 | 0–4 |
| U.D. Mutilvera    | 0–1 | 0–1 | 3–1 | 0–0 | 1–0 | 1–1 | —   | 3–3 | 2–0 | 0–1 |
| C.A. Osasuna "B"  | 0–0 | 0–0 | 2–0 | 3–1 | 3–2 | 1–1 | 1–1 | —   | 3–1 | 0–2 |
| S.D. Tarazona     | 0–2 | 2–0 | 0–1 | 1–0 | 2–1 | 1–2 | 3–1 | 1–0 | —   | 0–0 |
| C.D. Tudelano     | 1–1 | 2–2 | 2–0 | 1–1 | 1–0 | 1–1 | 1–3 | 2–1 | 3–0 | —   |

### Grupo III

#### Clasificación Grupo III Subgrupo A
| Pos. | Equipos                   | PJ | PG | PE | PP | GF | GC | Dif. | Pts. | Coef  |
| ---- | ------------------------- | -- | -- | -- | -- | -- | -- | ---- | ---- | ----- |
| 1.   | C. Gimnàstic de Tarragona | 20 | 9  | 8  | 3  | 32 | 15 | +17  | 35   | 1,750 |
| 2.   | F.C. Barcelona "B"        | 20 | 10 | 4  | 6  | 28 | 17 | +11  | 34   | 1,700 |
| 3.   | F.C. Andorra              | 20 | 8  | 7  | 5  | 23 | 19 | +4   | 31   | 1,550 |
| 4.   | U.E. Llagostera           | 20 | 7  | 8  | 5  | 19 | 19 | 0    | 29   | 1,450 |
| 5.   | U.E. Cornellà             | 20 | 8  | 5  | 7  | 27 | 25 | +1   | 29   | 1,450 |
| 6.   | C.F. Badalona             | 20 | 7  | 7  | 6  | 16 | 16 | 0    | 28   | 1,400 |
| 7.   | C. Lleida Esportiu        | 20 | 8  | 3  | 9  | 24 | 23 | +1   | 27   | 1,350 |
| 8.   | R. C. D. Espanyol "B"     | 20 | 6  | 5  | 9  | 22 | 27 | -5   | 23   | 1,150 |
| 9.   | C.E. L'Hospitalet         | 20 | 6  | 4  | 10 | 21 | 35 | -14  | 22   | 1,100 |
| 10.  | A.E. Prat                 | 20 | 4  | 9  | 7  | 13 | 20 | -7   | 21   | 1,050 |
| 11.  | U.E. Olot                 | 20 | 4  | 6  | 10 | 19 | 28 | -9   | 18   | 0,900 |

Pos. = Posición; Pts = Puntos; PJ = Partidos Jugados; PG = Partidos Ganados; PE = Partidos Empatados; PP = Partidos Perdidos; GF = Goles Anotados; GC = Goles Recibidos; Dif. = Diferencia de gol
|  | Clasificado para la Segunda Fase para Segunda División.                       |
|  | Clasificado para la Segunda Fase para Primera División RFEF.                  |
|  | Clasificado para la Segunda Fase por la permanencia en Segunda División RFEF. |

#### Resultados Grupo III Subgrupo A
| Local \ Visitante         | And | Bad | Bar | Cor | Esp | Gim | LHo | Lla | Lle | Olo | Pra |
| ------------------------- | --- | --- | --- | --- | --- | --- | --- | --- | --- | --- | --- |
| F.C. Andorra              | —   | 1–1 | 1–0 | 1–2 | 2–2 | 1–1 | 1–1 | 2–0 | 1–0 | 1–0 | 3–0 |
| C.F. Badalona             | 1–0 | —   | 0–0 | 3–0 | 0–1 | 0–1 | 1–0 | 0–0 | 0–2 | 1–0 | 1–1 |
| F.C. Barcelona "B"        | 0–1 | 4–0 | —   | 0–0 | 2–1 | 1–0 | 6–0 | 4–2 | 2–1 | 2–1 | 0–0 |
| U.E. Cornellà             | 2–2 | 2–0 | 0–1 | —   | 4–3 | 2–1 | 1–0 | 0–0 | 0–1 | 3–0 | 0–1 |
| R.C.D. Espanyol "B"       | 0–2 | 0–2 | 0–1 | 1–0 | —   | 1–1 | 2–0 | 1–1 | 1–3 | 2–1 | 2–1 |
| C. Gimnàstic de Tarragona | 4–2 | 0–0 | 3–1 | 2–2 | 2–0 | —   | 5–0 | 3–0 | 1–0 | 2–0 | 1–1 |
| C.E. L'Hospitalet         | 0–1 | 0–2 | 2–0 | 2–3 | 2–1 | 0–0 | —   | 2–2 | 3–2 | 3–1 | 1–2 |
| U.E. Llagostera           | 0–0 | 2–2 | 1–0 | 2–1 | 2–0 | 1–0 | 1–1 | —   | 1–0 | 1–1 | 2–0 |
| C. Lleida Esportiu        | 1–1 | 1–0 | 0–1 | 2–3 | 0–3 | 2–2 | 3–0 | 1–0 | —   | 2–1 | 1–0 |
| U.E. Olot                 | 3–0 | 1–1 | 2–1 | 2–2 | 1–1 | 0–2 | 1–2 | 1–0 | 2–1 | —   | 1–1 |
| A.E. Prat                 | 1–0 | 0–1 | 2–2 | 1–0 | 0–0 | 1–1 | 0–2 | 0–1 | 1–1 | 0–0 | —   |

#### Clasificación Grupo III Subgrupo B
| Pos. | Equipos                   | PJ | PG | PE | PP | GF | GC | Dif. | Pts. | Coef  |
| ---- | ------------------------- | -- | -- | -- | -- | -- | -- | ---- | ---- | ----- |
| 1.   | U.D. Ibiza                | 18 | 12 | 4  | 2  | 26 | 5  | +21  | 40   | 2,222 |
| 2.   | C.D. Alcoyano             | 18 | 9  | 4  | 5  | 17 | 16 | +1   | 31   | 1,722 |
| 3.   | Villarreal C.F. "B"       | 18 | 7  | 7  | 4  | 21 | 15 | +6   | 28   | 1,556 |
| 4.   | Hércules de Alicante C.F. | 18 | 6  | 6  | 6  | 15 | 14 | +1   | 24   | 1,333 |
| 5.   | C.F. La Nucía             | 18 | 6  | 5  | 7  | 15 | 19 | -4   | 23   | 1,278 |
| 6.   | Atlético Levante U.D.     | 18 | 6  | 4  | 8  | 15 | 19 | -4   | 22   | 1,222 |
| 7.   | Atzeneta U.E.             | 18 | 5  | 6  | 7  | 20 | 18 | +2   | 21   | 1,166 |
| 8.   | S.C.R. Peña Deportiva     | 18 | 4  | 9  | 5  | 10 | 13 | -3   | 21   | 1,166 |
| 9.   | Orihuela C. F.            | 18 | 3  | 6  | 9  | 12 | 26 | -14  | 15   | 0,833 |
| 10.  | Valencia C. F. Mestalla   | 18 | 2  | 9  | 7  | 20 | 25 | -6   | 15   | 0,833 |

Pos. = Posición; Pts = Puntos; PJ = Partidos Jugados; PG = Partidos Ganados; PE = Partidos Empatados; PP = Partidos Perdidos; GF = Goles Anotados; GC = Goles Recibidos; Dif. = Diferencia de gol
|  | Clasificado para la Segunda Fase para Segunda División.                       |
|  | Clasificado para la Segunda Fase para Primera División RFEF.                  |
|  | Clasificado para la Segunda Fase por la permanencia en Segunda División RFEF. |

#### Resultados Grupo III Subgrupo B
| Local \ Visitante         | Alc | AtL | Atz | Her | Ibi | LaN | Ori | Peñ | Val | Vil |
| ------------------------- | --- | --- | --- | --- | --- | --- | --- | --- | --- | --- |
| C.D. Alcoyano             | —   | 1–0 | 1–0 | 0–0 | 1–2 | 3–2 | 2–0 | 1–2 | 2–1 | 0–2 |
| Atlético Levante U.D.     | 3–1 | —   | 3–1 | 0–1 | 0–1 | 0–1 | 3–0 | 0–0 | 1–0 | 0–0 |
| Atzeneta U.E.             | 0–1 | 3–0 | —   | 2–0 | 1–1 | 1–1 | 0–1 | 1–1 | 2–2 | 1–1 |
| Hércules de Alicante C.F. | 0–0 | 0–1 | 2–1 | —   | 1–0 | 3–1 | 2–0 | 1–0 | 1–1 | 0–0 |
| U.D. Ibiza                | 0–1 | 1–0 | 1–0 | 1–0 | —   | 3–0 | 2–0 | 1–1 | 3–0 | 2–0 |
| C.F. La Nucía             | 0–0 | 2–1 | 1–0 | 2–1 | 0–1 | —   | 0–0 | 0–1 | 1–1 | 1–2 |
| Orihuela C.F.             | 0–0 | 1–2 | 0–2 | 1–1 | 0–0 | 1–2 | —   | 1–0 | 2–1 | 2–4 |
| S.C.R. Peña Deportiva     | 0–1 | 0–0 | 0–2 | 2–1 | 0–0 | 0–0 | 1–1 | —   | 1–1 | 1–0 |
| Valencia C.F. Mestalla    | 1–2 | 5–0 | 2–3 | 0–0 | 0–4 | 1–0 | 2–2 | 0–0 | —   | 1–1 |
| Villarreal C.F. "B"       | 3–0 | 1–1 | 0–0 | 2–1 | 0–3 | 0–1 | 2–0 | 2–0 | 1–1 | —   |

### Grupo IV

#### Clasificación Grupo IV Subgrupo A
| Pos. | Equipos                  | PJ | PG | PE | PP | GF | GC | Dif. | Pts. | Coef  |
| ---- | ------------------------ | -- | -- | -- | -- | -- | -- | ---- | ---- | ----- |
| 1.   | Algeciras C.F.           | 18 | 9  | 5  | 4  | 21 | 17 | +4   | 32   | 1,778 |
| 2.   | San Fernando C.D.        | 18 | 9  | 4  | 5  | 22 | 15 | +7   | 31   | 1,722 |
| 3.   | Atlético Sanluqueño C.F. | 18 | 9  | 4  | 5  | 18 | 17 | +1   | 31   | 1,722 |
| 4.   | R.B. Linense             | 18 | 7  | 7  | 4  | 17 | 12 | +5   | 28   | 1,556 |
| 5.   | U.D. Tamaraceite         | 18 | 6  | 9  | 3  | 19 | 15 | +4   | 27   | 1,500 |
| 6.   | Cádiz C.F. "B"           | 18 | 6  | 5  | 7  | 20 | 19 | +1   | 23   | 1,278 |
| 7.   | U.D. Las Palmas Atlético | 18 | 4  | 9  | 5  | 13 | 16 | -3   | 21   | 1,167 |
| 8.   | R.C. Recreativo          | 18 | 5  | 5  | 8  | 29 | 27 | +2   | 20   | 1,111 |
| 9.   | Marbella F.C.            | 18 | 4  | 6  | 8  | 20 | 19 | +1   | 18   | 1,000 |
| 10.  | C.D. Marino              | 18 | 2  | 4  | 12 | 11 | 33 | -22  | 10   | 0,556 |

Pos. = Posición; Pts = Puntos; PJ = Partidos Jugados; PG = Partidos Ganados; PE = Partidos Empatados; PP = Partidos Perdidos; GF = Goles Anotados; GC = Goles Recibidos; Dif. = Diferencia de gol
|  | Clasificado para la Segunda Fase para Segunda División.                       |
|  | Clasificado para la Segunda Fase para Primera División RFEF.                  |
|  | Clasificado para la Segunda Fase por la permanencia en Segunda División RFEF. |

#### Resultados Grupo IV Subgrupo A
| Local \ Visitante        | Alg | AtS | Cad | Las | Lin | Mab | Mar | Rec | San | Tam |
| ------------------------ | --- | --- | --- | --- | --- | --- | --- | --- | --- | --- |
| Algeciras C.F.           | —   | 2–3 | 2–0 | 2–0 | 1–1 | 0–0 | 2–1 | 3–1 | 0–3 | 2–1 |
| Atlético Sanluqueño C.F. | 2–0 | —   | 2–1 | 0–1 | 0–4 | 2–1 | 2–0 | 1–1 | 1–3 | 0–0 |
| Cádiz C.F. "B"           | 2–0 | 1–2 | —   | 2–0 | 1–2 | 1–0 | 3–1 | 2–2 | 1–2 | 2–2 |
| U.D. Las Palmas Atlético | 0–1 | 0–1 | 0–0 | —   | 1–1 | 1–1 | 2–1 | 3–3 | 2–1 | 1–1 |
| R.B. Linense             | 0–1 | 0–0 | 1–0 | 0–0 | —   | 2–1 | 1–0 | 1–1 | 0–0 | 0–0 |
| Marbella F.C.            | 0–0 | 0–1 | 0–0 | 0–0 | 1–2 | —   | 5–1 | 2–0 | 1–2 | 1–3 |
| C.D. Marino              | 1–1 | 0–1 | 0–0 | 0–0 | 0–1 | 0–3 | —   | 2–1 | 0–1 | 0–0 |
| R.C. Recreativo          | 0–1 | 1–0 | 2–3 | 2–0 | 2–0 | 1–3 | 6–0 | —   | 3–1 | 2–2 |
| San Fernando C.D.        | 1–2 | 2–0 | 0–1 | 0–0 | 2–1 | 0–0 | 2–3 | 1–0 | —   | 1–0 |
| U.D. Tamaraceite         | 1–1 | 0–0 | 1–0 | 0–2 | 1–0 | 3–1 | 2–1 | 2–1 | 0–0 | —   |

#### Clasificación Grupo IV Subgrupo B
| Pos. | Equipos              | PJ | PG | PE | PP | GF | GC | Dif. | Pts. | Coef  |
| ---- | -------------------- | -- | -- | -- | -- | -- | -- | ---- | ---- | ----- |
| 1.   | UCAM Murcia C.F.     | 18 | 9  | 6  | 3  | 22 | 15 | +7   | 33   | 1,833 |
| 2.   | Linares Deportivo    | 18 | 10 | 3  | 5  | 22 | 16 | +6   | 33   | 1,833 |
| 3.   | Betis Deportivo      | 18 | 7  | 9  | 2  | 23 | 15 | +8   | 30   | 1,667 |
| 4.   | Sevilla Atlético     | 18 | 8  | 6  | 4  | 27 | 19 | +8   | 30   | 1,667 |
| 5.   | Córdoba C.F.         | 18 | 7  | 6  | 5  | 21 | 16 | +5   | 27   | 1,500 |
| 6.   | Real Murcia C.F.     | 18 | 6  | 7  | 5  | 22 | 21 | +1   | 25   | 1,389 |
| 7.   | Recreativo Granada   | 18 | 6  | 5  | 7  | 20 | 19 | +1   | 23   | 1,278 |
| 8.   | C.D. El Ejido 2012   | 18 | 4  | 7  | 7  | 17 | 21 | -2   | 19   | 1,056 |
| 9.   | Yeclano Deportivo    | 18 | 2  | 5  | 11 | 13 | 27 | -14  | 11   | 0,611 |
| 10.  | C.F. Lorca Deportiva | 18 | 1  | 6  | 11 | 15 | 33 | -18  | 9    | 0,500 |

Pos. = Posición; Pts = Puntos; PJ = Partidos Jugados; PG = Partidos Ganados; PE = Partidos Empatados; PP = Partidos Perdidos; GF = Goles Anotados; GC = Goles Recibidos; Dif. = Diferencia de gol
|  | Clasificado para la Segunda Fase para Segunda División.                       |
|  | Clasificado para la Segunda Fase para Primera División RFEF.                  |
|  | Clasificado para la Segunda Fase por la permanencia en Segunda División RFEF. |

#### Resultados Grupo IV Subgrupo B
| Local \ Visitante | Bet | Cor | Eji | Lin | Lor | Mur | Rec | Sev | UCA | Yec |
| ----------------- | --- | --- | --- | --- | --- | --- | --- | --- | --- | --- |
| Betis Dep.        | —   | 0–0 | 1–0 | 4–0 | 0–0 | 2–1 | 0–2 | 3–0 | 1–1 | 2–2 |
| Córdoba C.F.      | 1–2 | —   | 4–0 | 2–1 | 1–0 | 2–2 | 1–1 | 1–2 | 0–0 | 1–2 |
| C.D. El Ejido     | 3–0 | 0–1 | —   | 0–2 | 1–1 | 1–1 | 0–1 | 0–0 | 1–1 | 2–0 |
| Linares Dep.      | 1–1 | 2–0 | 2–0 | —   | 1–0 | 2–0 | 1–0 | 0–3 | 1–0 | 0–0 |
| Lorca Dep.        | 2–3 | 0–1 | 2–2 | 0–3 | —   | 1–2 | 2–2 | 0–4 | 1–2 | 1–1 |
| Real Murcia       | 0–2 | 0–1 | 2–2 | 3–0 | 1–1 | —   | 1–2 | 1–1 | 2–1 | 1–0 |
| Rec. Granada      | 0–0 | 1–1 | 0–1 | 0–1 | 3–2 | 0–1 | —   | 2–2 | 1–2 | 2–0 |
| Sevilla At.       | 0–0 | 1–0 | 1–1 | 1–4 | 4–0 | 1–1 | 2–0 | —   | 0–1 | 1–0 |
| UCAM Murcia       | 1–1 | 1–1 | 2–1 | 1–0 | 1–0 | 1–1 | 2–1 | 2–3 | —   | 1–0 |
| Yeclano Dep.      | 1–1 | 1–3 | 0–2 | 1–1 | 1–2 | 1–2 | 0–2 | 3–1 | 0–2 | —   |

### Grupo V

#### Clasificación Grupo V Subgrupo A
| Pos. | Equipos                         | PJ | PG | PE | PP | GF | GC | Dif. | Pts. | Coef  |
| ---- | ------------------------------- | -- | -- | -- | -- | -- | -- | ---- | ---- | ----- |
| 1.   | U.D. San Sebastián de los Reyes | 18 | 10 | 5  | 3  | 22 | 14 | +8   | 35   | 1,944 |
| 2.   | Real Madrid Castilla C.F.       | 18 | 9  | 5  | 4  | 30 | 21 | +9   | 32   | 1,778 |
| 3.   | Internacional de Madrid         | 18 | 8  | 6  | 4  | 24 | 16 | +8   | 30   | 1,667 |
| 4.   | C.F. Rayo Majadahonda           | 18 | 8  | 4  | 6  | 16 | 15 | +1   | 28   | 1,556 |
| 5.   | C.D. Atlético Baleares          | 18 | 6  | 6  | 6  | 26 | 21 | +5   | 24   | 1,333 |
| 6.   | C.D.A. Navalcarnero             | 18 | 3  | 11 | 4  | 16 | 18 | -2   | 20   | 1,111 |
| 7.   | Las Rozas C.F.                  | 18 | 5  | 5  | 8  | 16 | 25 | -9   | 20   | 1,111 |
| 8.   | Atlético de Madrid "B"          | 18 | 4  | 7  | 7  | 15 | 20 | -5   | 19   | 1,056 |
| 9.   | U.D. Poblense                   | 18 | 2  | 10 | 6  | 16 | 21 | -5   | 16   | 0,889 |
| 10.  | Getafe C.F. "B"                 | 18 | 2  | 7  | 9  | 12 | 21 | -10  | 13   | 0,722 |

Pos. = Posición; Pts = Puntos; PJ = Partidos Jugados; PG = Partidos Ganados; PE = Partidos Empatados; PP = Partidos Perdidos; GF = Goles Anotados; GC = Goles Recibidos; Dif. = Diferencia de gol
|  | Clasificado para la Segunda Fase para Segunda División.                       |
|  | Clasificado para la Segunda Fase para Primera División RFEF.                  |
|  | Clasificado para la Segunda Fase por la permanencia en Segunda División RFEF. |

#### Resultados Grupo V Subgrupo A
| Local \ Visitante               | AtB | AtM | Get | Int | LRo | Mad | Nav | Pob | Ray | San |
| ------------------------------- | --- | --- | --- | --- | --- | --- | --- | --- | --- | --- |
| C.D. Atlético Baleares          | —   | 1–1 | 3–1 | 4–0 | 2–0 | 2–1 | 0–0 | 2–3 | 3–0 | 0–1 |
| Atlético de Madrid "B"          | 1–0 | —   | 0–0 | 0–0 | 0–0 | 1–2 | 1–1 | 1–0 | 1–0 | 1–2 |
| Getafe C.F. "B"                 | 0–1 | 1–3 | —   | 0–1 | 1–1 | 1–0 | 0–1 | 0–2 | 1–2 | 1–2 |
| Internacional de Madrid         | 2–0 | 3–1 | 2–2 | —   | 1–0 | 1–2 | 1–1 | 0–0 | 1–2 | 0–0 |
| Las Rozas C.F.                  | 3–2 | 2–1 | 0–0 | 0–3 | —   | 1–2 | 3–1 | 1–1 | 2–1 | 0–1 |
| Real Madrid Castilla C.F.       | 1–1 | 3–1 | 1–2 | 2–2 | 3–1 | —   | 3–1 | 1–1 | 1–0 | 3–1 |
| C.D.A. Navalcarnero             | 3–3 | 1–1 | 0–0 | 0–2 | 3–0 | 1–2 | —   | 0–0 | 0–0 | 1–1 |
| U.D. Poblense                   | 1–1 | 1–1 | 0–0 | 0–3 | 0–1 | 2–2 | 1–1 | —   | 2–3 | 1–1 |
| C.F. Rayo Majadahonda           | 2–0 | 1–0 | 1–1 | 0–1 | 0–0 | 1–0 | 0–0 | 2–1 | —   | 2–1 |
| U.D. San Sebastián de los Reyes | 1–1 | 2–0 | 1–0 | 2–1 | 3–1 | 1–1 | 0–1 | 1–0 | 1–0 | —   |

#### Clasificación Grupo V Subgrupo B
| Pos. | Equipos                   | PJ | PG | PE | PP | GF | GC | Dif. | Pts. | Coef  |
| ---- | ------------------------- | -- | -- | -- | -- | -- | -- | ---- | ---- | ----- |
| 1.   | C.D. Badajoz              | 18 | 12 | 5  | 1  | 32 | 9  | +23  | 41   | 2,278 |
| 2.   | Extremadura U.D.          | 18 | 8  | 7  | 3  | 24 | 16 | +8   | 31   | 1,722 |
| 3.   | C.F. Talavera de la Reina | 18 | 7  | 6  | 5  | 23 | 19 | +4   | 27   | 1,500 |
| 4.   | C.F. Villanovense         | 18 | 7  | 6  | 5  | 15 | 8  | +7   | 27   | 1,500 |
| 5.   | C.D. Don Benito           | 18 | 6  | 6  | 6  | 16 | 21 | -5   | 24   | 1,333 |
| 6.   | A.D. Mérida               | 18 | 6  | 5  | 7  | 12 | 12 | 0    | 23   | 1,278 |
| 7.   | U.D. Melilla              | 18 | 6  | 5  | 7  | 15 | 19 | -4   | 23   | 1,278 |
| 8.   | Villarrubia C.F.          | 18 | 4  | 8  | 6  | 17 | 24 | -7   | 20   | 1,111 |
| 9.   | U.D. Socuéllamos          | 18 | 4  | 4  | 10 | 13 | 25 | -12  | 16   | 0,889 |
| 10.  | C.P. Villarrobledo        | 18 | 2  | 4  | 12 | 15 | 29 | -14  | 10   | 0,556 |

Pos. = Posición; Pts = Puntos; PJ = Partidos Jugados; PG = Partidos Ganados; PE = Partidos Empatados; PP = Partidos Perdidos; GF = Goles Anotados; GC = Goles Recibidos; Dif. = Diferencia de gol
|  | Clasificado para la Segunda Fase para Segunda División.                       |
|  | Clasificado para la Segunda Fase para Primera División RFEF.                  |
|  | Clasificado para la Segunda Fase por la permanencia en Segunda División RFEF. |

#### Resultados Grupo V Subgrupo B
| Local \ Visitante         | Bad | Don | Ext | Mel | Mer | Soc | Tal | Vno | Vro | Vru |
| ------------------------- | --- | --- | --- | --- | --- | --- | --- | --- | --- | --- |
| C.D. Badajoz              | —   | 2–0 | 2–1 | 2–0 | 1–0 | 4–0 | 0–0 | 1–0 | 5–3 | 2–0 |
| C.D. Don Benito           | 1–3 | —   | 1–2 | 1–0 | 0–0 | 2–1 | 2–0 | 0–0 | 1–0 | 3–1 |
| Extremadura U.D.          | 0–1 | 0–0 | —   | 2–1 | 1–1 | 2–0 | 2–2 | 1–0 | 3–1 | 1–1 |
| U.D. Melilla              | 0–3 | 1–1 | 0–0 | —   | 2–0 | 1–2 | 0–3 | 1–0 | 3–0 | 0–0 |
| A.D. Mérida               | 1–0 | 0–0 | 0–1 | 2–0 | —   | 2–0 | 0–1 | 0–1 | 0–1 | 0–0 |
| U.D. Socuéllamos          | 1–1 | 4–1 | 1–3 | 0–1 | 1–2 | —   | 1–2 | 0–0 | 1–0 | 1–0 |
| C.F. Talavera de la Reina | 0–3 | 1–1 | 2–2 | 1–2 | 0–1 | 0–0 | —   | 1–0 | 2–1 | 3–0 |
| C.F. Villanovense         | 0–0 | 3–0 | 2–1 | 0–1 | 0–0 | 2–0 | 0–0 | —   | 1–0 | 1–1 |
| C.P. Villarrobledo        | 0–0 | 1–2 | 0–1 | 1–1 | 1–2 | 0–0 | 3–2 | 1–2 | —   | 1–2 |
| Villarrubia C.F.          | 2–2 | 2–0 | 1–1 | 1–1 | 2–1 | 2–0 | 1–3 | 0–3 | 1–1 | —   |

## Segunda fase para Segunda División

### Grupo I - C
| Pos. | Equipos                      | PJ | PG | PE | PP | GF | GC | Dif. | Pts. | Coef  |
| ---- | ---------------------------- | -- | -- | -- | -- | -- | -- | ---- | ---- | ----- |
| 1.   | Burgos C.F.                  | 24 | 15 | 5  | 4  | 31 | 14 | +17  | 50   | 2.083 |
| 2.   | R.C. Celta "B"               | 24 | 12 | 4  | 8  | 34 | 26 | +8   | 40   | 1.667 |
| 3.   | Zamora C. F.                 | 24 | 11 | 7  | 6  | 27 | 26 | +1   | 40   | 1.667 |
| 4.   | Unionistas de Salamanca C.F. | 24 | 11 | 6  | 7  | 24 | 17 | +7   | 39   | 1.625 |
| 5.   | Real Valladolid Promesas     | 24 | 11 | 6  | 7  | 32 | 30 | +2   | 39   | 1.625 |
| 6.   | Cultural Leonesa             | 24 | 9  | 7  | 8  | 34 | 28 | +6   | 34   | 1.417 |

Pos. = Posición; Pts = Puntos; PJ = Partidos Jugados; PG = Partidos Ganados; PE = Partidos Empatados; PP = Partidos Perdidos; GF = Goles Anotados; GC = Goles Recibidos; Dif. = Diferencia de gol
|  | Clasificado para la Promoción de ascenso a Segunda División.                  |
|  | Permanece en división de bronce, jugando en 2021-22 en Primera División RFEF. |

| Local \ Visitante            | Bur | Cel | Cul | Uni | Val | Zam |
| ---------------------------- | --- | --- | --- | --- | --- | --- |
| Burgos C.F.                  | —   | 1–0 | x   | 2–0 | x   | 3–0 |
| R.C. Celta de Vigo "B"       | 1–1 | —   | 2–1 | x   | 1–3 | x   |
| Cultural Leonesa             | x   | 0–3 | —   | 1–2 | x   | 2–3 |
| Unionistas de Salamanca C.F. | 1–0 | x   | 0–1 | —   | 3–1 | x   |
| Real Valladolid Promesas     | x   | 0–5 | x   | 2–1 | —   | 2–1 |
| Zamora C. F.                 | 0–0 | x   | 3–2 | x   | 2–0 | —   |

### Grupo II - C
| Pos. | Equipos           | PJ | PG | PE | PP | GF | GC | Dif. | Pts. | Coef. |
| ---- | ----------------- | -- | -- | -- | -- | -- | -- | ---- | ---- | ----- |
| 1.   | Real Sociedad "B" | 26 | 16 | 5  | 5  | 46 | 22 | +24  | 53   | 2.038 |
| 2.   | Bilbao Athletic   | 26 | 15 | 6  | 5  | 46 | 25 | +21  | 51   | 1.962 |
| 3.   | S.D. Amorebieta   | 26 | 14 | 7  | 5  | 34 | 21 | +13  | 49   | 1.885 |
| 4.   | C.D. Calahorra    | 24 | 11 | 9  | 4  | 22 | 11 | +11  | 42   | 1.750 |
| 5.   | C.D. Tudelano     | 24 | 9  | 7  | 8  | 35 | 31 | +4   | 34   | 1.417 |
| 6.   | S.D. Logroñés     | 24 | 8  | 10 | 6  | 23 | 23 | 0    | 34   | 1.417 |

Pos. = Posición; Pts = Puntos; PJ = Partidos Jugados; PG = Partidos Ganados; PE = Partidos Empatados; PP = Partidos Perdidos; GF = Goles Anotados; GC = Goles Recibidos; Dif. = Diferencia de gol
|  | Clasificado para la Promoción de ascenso a Segunda División.                                                   |
|  | Se clasifica para la Promoción de ascenso a Segunda División como el mejor 4° clasificado de los cinco grupos. |
|  | Permanece en división de bronce, jugando en 2021-22 en Primera División RFEF.                                  |

| Local \ Visitante | Amo | Bil | Cal | Log | RSo | Tud |
| ----------------- | --- | --- | --- | --- | --- | --- |
| S.D. Amorebieta   | —   | x   | 0–0 | 3–1 | x   | 3–0 |
| Bilbao Athletic   | x   | —   | 2–1 | 2–0 | x   | 3–1 |
| C.D. Calahorra    | 0–0 | 2–1 | —   | x   | 1–2 | x   |
| S.D. Logroñés     | 0–0 | 1–0 | x   | —   | 1–1 | x   |
| R. Sociedad "B"   | x   | x   | 0–1 | 3–0 | —   | 3–2 |
| C.D. Tudelano     | 1–2 | 1–4 | x   | x   | 1–2 | —   |

### Grupo III - C
| Pos. | Equipos                   | PJ | PG | PE | PP | GF | GC | Dif. | Pts. | Coef. |
| ---- | ------------------------- | -- | -- | -- | -- | -- | -- | ---- | ---- | ----- |
| 1.   | U.D. Ibiza                | 24 | 16 | 4  | 4  | 36 | 10 | +26  | 52   | 2.167 |
| 2.   | F.C. Barcelona "B"        | 26 | 15 | 4  | 7  | 42 | 27 | +15  | 49   | 1.885 |
| 3.   | F. C. Andorra             | 26 | 12 | 8  | 6  | 34 | 25 | +9   | 44   | 1.692 |
| 4.   | C. Gimnàstic de Tarragona | 26 | 11 | 10 | 5  | 38 | 24 | +14  | 43   | 1.654 |
| 5.   | C.D. Alcoyano             | 24 | 9  | 6  | 9  | 22 | 25 | -3   | 33   | 1.375 |
| 6.   | Villarreal C.F. "B"       | 24 | 7  | 8  | 9  | 31 | 32 | -1   | 29   | 1.208 |

Pos. = Posición; Pts = Puntos; PJ = Partidos Jugados; PG = Partidos Ganados; PE = Partidos Empatados; PP = Partidos Perdidos; GF = Goles Anotados; GC = Goles Recibidos; Dif. = Diferencia de gol
|  | Clasificado para la Promoción de ascenso a Segunda División.                  |
|  | Permanece en división de bronce, jugando en 2021-22 en Primera División RFEF. |

| Local \ Visitante         | Alc | And | Bar | Gim | Ibi | Vil |
| ------------------------- | --- | --- | --- | --- | --- | --- |
| C.D. Alcoyano             | —   | 2–3 | 1–2 | 1–1 | x   | x   |
| F.C. Andorra              | 0–0 | —   | x   | x   | 1–0 | 3–1 |
| F.C. Barcelona "B"        | 2–1 | x   | —   | x   | 2–1 | 3–2 |
| C. Gimnàstic de Tarragona | 1–0 | x   | x   | —   | 0–1 | 2–2 |
| U.D. Ibiza                | x   | 2–1 | 2–1 | 4–0 | —   | x   |
| Villarreal C.F. "B"       | x   | 1–3 | 3–4 | 1–2 | x   | —   |

### Grupo IV - C
| Pos. | Equipos                  | PJ | PG | PE | PP | GF | GC | Dif. | Pts. | Coef  |
| ---- | ------------------------ | -- | -- | -- | -- | -- | -- | ---- | ---- | ----- |
| 1.   | Linares Deportivo        | 24 | 14 | 5  | 5  | 28 | 17 | +11  | 47   | 1.958 |
| 2.   | UCAM Murcia C.F.         | 24 | 12 | 7  | 5  | 31 | 23 | +8   | 43   | 1.792 |
| 3.   | Algeciras C.F.           | 24 | 11 | 7  | 6  | 25 | 23 | +2   | 40   | 1.667 |
| 4.   | Betis Deportivo          | 24 | 10 | 9  | 5  | 33 | 22 | +11  | 39   | 1.625 |
| 5.   | San Fernando C. D.       | 24 | 11 | 5  | 8  | 29 | 23 | +6   | 38   | 1.583 |
| 6.   | Atlético Sanluqueño C.F. | 24 | 10 | 4  | 10 | 23 | 28 | -5   | 34   | 1.417 |

Pos. = Posición; Pts = Puntos; PJ = Partidos Jugados; PG = Partidos Ganados; PE = Partidos Empatados; PP = Partidos Perdidos; GF = Goles Anotados; GC = Goles Recibidos; Dif. = Diferencia de gol
|  | Clasificado para la Promoción de ascenso a Segunda División.                  |
|  | Permanece en división de bronce, jugando en 2021-22 en Primera División RFEF. |

| Local \ Visitante        | Alg | AtS | Bet | Lin | San | UCA |
| ------------------------ | --- | --- | --- | --- | --- | --- |
| Algeciras C.F.           | —   | x   | 1–0 | 0–0 | x   | 1–1 |
| Atlético Sanluqueño C.F. | x   | —   | 2–1 | 0–2 | x   | 0–1 |
| Betis Dep.               | 3–0 | 3–1 | —   | x   | 2–1 | x   |
| Linares Dep.             | 1–0 | 1–0 | x   | —   | 1–1 | x   |
| San Fernando C.D.        | x   | x   | 2–1 | 0–1 | —   | 2–0 |
| UCAM Murcia              | 1–2 | 3–2 | x   | x   | 3–1 | —   |

### Grupo V - C
| Pos. | Equipos                         | PJ | PG | PE | PP | GF | GC | Dif. | Pts. | Coef  |
| ---- | ------------------------------- | -- | -- | -- | -- | -- | -- | ---- | ---- | ----- |
| 1.   | C.D. Badajoz                    | 24 | 16 | 6  | 2  | 43 | 13 | +30  | 54   | 2.250 |
| 2.   | U.D. San Sebastián de los Reyes | 24 | 12 | 7  | 5  | 28 | 23 | +5   | 43   | 1.792 |
| 3.   | Real Madrid Castilla C.F.       | 24 | 11 | 7  | 6  | 40 | 31 | +9   | 40   | 1.667 |
| 4.   | Extremadura U.D.                | 24 | 10 | 9  | 5  | 28 | 21 | +9   | 39   | 1.625 |
| 5.   | Internacional de Madrid         | 24 | 10 | 6  | 8  | 27 | 22 | +5   | 36   | 1.500 |
| 6.   | C.F. Talavera de la Reina       | 24 | 9  | 7  | 8  | 33 | 29 | +4   | 34   | 1.417 |

Pos. = Posición; Pts = Puntos; PJ = Partidos Jugados; PG = Partidos Ganados; PE = Partidos Empatados; PP = Partidos Perdidos; GF = Goles Anotados; GC = Goles Recibidos; Dif. = Diferencia de gol
|  | Clasificado para la Promoción de ascenso a Segunda División.                  |
|  | Permanece en división de bronce, jugando en 2021-22 en Primera División RFEF. |

| Local \ Visitante               | Bad | Ext | Int | Mad | San | Tal |
| ------------------------------- | --- | --- | --- | --- | --- | --- |
| C.D. Badajoz                    | —   | x   | 1–0 | 2–0 | 1–1 | x   |
| Extremadura U.D.                | x   | —   | 1–0 | 2–0 | 0–0 | x   |
| Internacional de Madrid         | 0–2 | 1–0 | —   | x   | x   | 2–0 |
| Real Madrid Castilla C.F.       | 3–1 | 1–1 | x   | —   | x   | 2–2 |
| U.D. San Sebastián de los Reyes | 0–4 | 3–0 | x   | x   | —   | 2–1 |
| C.F. Talavera de la Reina       | x   | x   | 2–0 | 2–4 | 3–0 | —   |

### Mejor Cuarto Lugar
| Pos. | Equipos                      | PJ | PG | PE | PP | GF | GC | Dif. | Pts. | Coef. |
| ---- | ---------------------------- | -- | -- | -- | -- | -- | -- | ---- | ---- | ----- |
| 1.   | C.D. Calahorra               | 24 | 11 | 9  | 4  | 22 | 11 | +11  | 42   | 1.750 |
| 2.   | C. Gimnàstic de Tarragona    | 26 | 11 | 10 | 5  | 38 | 24 | +14  | 43   | 1.654 |
| 3.   | Betis Deportivo              | 24 | 10 | 9  | 5  | 33 | 22 | +11  | 39   | 1.625 |
| 4.   | Extremadura U.D.             | 24 | 10 | 9  | 5  | 28 | 21 | +7   | 39   | 1.625 |
| 5.   | Unionistas de Salamanca C.F. | 24 | 11 | 6  | 7  | 24 | 17 | +7   | 39   | 1.625 |

Pos. = Posición; Pts = Puntos; PJ = Partidos Jugados; PG = Partidos Ganados; PE = Partidos Empatados; PP = Partidos Perdidos; GF = Goles Anotados; GC = Goles Recibidos; Dif. = Diferencia de gol
|  | Clasificado para la Promoción de ascenso a Segunda División.                  |
|  | Permanece en división de bronce, jugando en 2021-22 en Primera División RFEF. |

## Segunda fase para Primera División RFEF

### Grupo I - D
| Pos. | Equipos          | PJ | PG | PE | PP | GF | GC | Dif. | Pts. |
| ---- | ---------------- | -- | -- | -- | -- | -- | -- | ---- | ---- |
| 1.   | Racing de Ferrol | 24 | 11 | 7  | 6  | 31 | 23 | +8   | 40   |
| 2.   | R. C. Deportivo  | 24 | 11 | 6  | 7  | 22 | 13 | +9   | 39   |
| 3.   | CD Numancia      | 24 | 10 | 8  | 6  | 34 | 19 | +5   | 38   |
| 4.   | UP Langreo       | 24 | 7  | 9  | 8  | 25 | 30 | -5   | 30   |
| 5.   | S.D. Compostela  | 24 | 5  | 13 | 6  | 22 | 23 | -1   | 28   |
| 6.   | Marino de Luanco | 24 | 7  | 6  | 11 | 19 | 26 | -7   | 27   |

Pos. = Posición; Pts = Puntos; PJ = Partidos Jugados; PG = Partidos Ganados; PE = Partidos Empatados; PP = Partidos Perdidos; GF = Goles Anotados; GC = Goles Recibidos; Dif. = Diferencia de gol
|  | Asciende a Primera División RFEF.     |
|  | Permanencia en Segunda División RFEF. |

| Local \ Visitante   | Com | Dep | Lan | Mar | Num | Rac |
| ------------------- | --- | --- | --- | --- | --- | --- |
| S.D. Compostela     | —   | x   | 1–1 | 0–1 | 1–2 | x   |
| R.C. Deportivo      | x   | —   | 5–0 | 1–0 | 2–1 | x   |
| U.P. Langreo        | 0–0 | 1–0 | —   | x   | x   | 2–3 |
| C. Marino de Luanco | 0–0 | 0–0 | x   | —   | x   | 0–1 |
| C.D. Numancia       | 3–0 | 1–0 | x   | x   | —   | 3–1 |
| Racing de Ferrol    | x   | x   | 1–0 | 2–0 | 1–1 | —   |

### Grupo II - D
| Pos. | Equipos             | PJ | PG | PE | PP | GF | GC | Dif. | Pts. | Coef  |
| ---- | ------------------- | -- | -- | -- | -- | -- | -- | ---- | ---- | ----- |
| 1.   | Real Unión Club     | 26 | 14 | 3  | 9  | 34 | 21 | +13  | 45   | 1.731 |
| 2.   | Racing de Santander | 26 | 12 | 6  | 8  | 40 | 28 | +12  | 42   | 1.615 |
| 3.   | Arenas Club         | 26 | 9  | 12 | 5  | 23 | 19 | +4   | 39   | 1.500 |
| 4.   | C. D. Ebro          | 26 | 10 | 9  | 7  | 24 | 28 | -4   | 39   | 1.500 |
| 5.   | C. A. Osasuna "B"   | 26 | 10 | 7  | 9  | 33 | 32 | +1   | 37   | 1.423 |
| 6.   | S. D. Tarazona      | 26 | 9  | 4  | 13 | 22 | 33 | -11  | 31   | 1.192 |
| 7.   | C.D. Laredo         | 26 | 8  | 5  | 13 | 23 | 36 | -13  | 29   | 1.115 |

Pos. = Posición; Pts = Puntos; PJ = Partidos Jugados; PG = Partidos Ganados; PE = Partidos Empatados; PP = Partidos Perdidos; GF = Goles Anotados; GC = Goles Recibidos; Dif. = Diferencia de gol
|  | Asciende a Primera División RFEF.     |
|  | Permanencia en Segunda División RFEF. |

| Local \ Visitante   | Are | Ebr | Lar | Osa | Rac | RUn | Tar |
| ------------------- | --- | --- | --- | --- | --- | --- | --- |
| Arenas Club         | —   | 0–0 | x   | 1–3 | x   | x   | 1–0 |
| C.D. Ebro           | 0–2 | —   | 3–1 | x   | 2–4 | 1–0 | x   |
| C.D. Laredo         | x   | 0–0 | —   | 1–1 | x   | x   | 2–0 |
| C.A. Osasuna "B"    | 1–2 | x   | 3–1 | —   | 2–0 | 0–2 | x   |
| Racing de Santander | x   | 1–3 | x   | 3–1 | —   | x   | 0–1 |
| Real Unión Club     | x   | 3–0 | x   | 0–1 | x   | —   | 1–0 |
| S.D. Tarazona       | 0–2 | x   | 2–1 | x   | 2–2 | 1–2 | —   |

### Grupo III - D
| Pos. | Equipos                   | PJ | PG | PE | PP | GF | GC | Dif. | Pts. | Coef  |
| ---- | ------------------------- | -- | -- | -- | -- | -- | -- | ---- | ---- | ----- |
| 1.   | U.E. Cornellà             | 26 | 12 | 6  | 8  | 36 | 29 | +7   | 42   | 1.615 |
| 2.   | U.E. Llagostera           | 26 | 10 | 9  | 7  | 27 | 26 | +1   | 39   | 1.500 |
| 3.   | Hércules de Alicante C.F. | 26 | 10 | 8  | 8  | 28 | 23 | +5   | 38   | 1.462 |
| 4.   | C. Lleida Esportiu        | 26 | 10 | 5  | 11 | 28 | 28 | 0    | 35   | 1.346 |
| 5.   | C.F. Badalona             | 26 | 8  | 9  | 9  | 23 | 23 | 0    | 33   | 1.269 |
| 6.   | C. F. La Nucía            | 26 | 8  | 7  | 11 | 20 | 28 | -8   | 31   | 1.192 |
| 7.   | Atlético Levante U.D.     | 26 | 8  | 6  | 12 | 20 | 29 | -9   | 30   | 1.154 |

Pos. = Posición; Pts = Puntos; PJ = Partidos Jugados; PG = Partidos Ganados; PE = Partidos Empatados; PP = Partidos Perdidos; GF = Goles Anotados; GC = Goles Recibidos; Dif. = Diferencia de gol
|  | Asciende a Primera División RFEF.     |
|  | Permanencia en Segunda División RFEF. |

| Local \ Visitante         | AtL | Bad | Cor | Her | LaN | Lla | Lle |
| ------------------------- | --- | --- | --- | --- | --- | --- | --- |
| Atlético Levante U.D.     | —   | 1–1 | 0–1 | x   | x   | 2–1 | 0–1 |
| C.F. Badalona             | 1–2 | —   | x   | 1–1 | 4–1 | x   | x   |
| U.E. Cornellà             | 3–0 | x   | —   | 1–2 | 2–1 | x   | x   |
| Hércules de Alicante C.F. | x   | 1–0 | 1–2 | —   | x   | 2–0 | 3–1 |
| C.F. La Nucía             | x   | 1–0 | 0–0 | x   | —   | 0–1 | 1–0 |
| U.E. Llagostera           | 2–0 | x   | x   | 3–3 | 1–0 | —   | x   |
| C. Lleida Esportiu        | 0–0 | x   | x   | 1–0 | 1–1 | x   | —   |

### Grupo IV - D
| Pos. | Equipos           | PJ | PG | PE | PP | GF | GC | Dif. | Pts. |
| ---- | ----------------- | -- | -- | -- | -- | -- | -- | ---- | ---- |
| 1.   | Sevilla Atlético  | 24 | 10 | 8  | 6  | 37 | 27 | +10  | 38   |
| 2.   | R.B. Linense      | 24 | 10 | 8  | 6  | 24 | 22 | +2   | 38   |
| 3.   | Córdoba C. F.     | 24 | 10 | 7  | 7  | 31 | 22 | +9   | 37   |
| 4.   | Real Murcia C. F. | 24 | 9  | 8  | 7  | 27 | 25 | +2   | 35   |
| 5.   | U.D. Tamaraceite  | 24 | 7  | 12 | 5  | 23 | 20 | +3   | 33   |
| 6.   | Cádiz C.F. "B"    | 24 | 8  | 5  | 11 | 27 | 29 | -2   | 29   |

Pos. = Posición; Pts = Puntos; PJ = Partidos Jugados; PG = Partidos Ganados; PE = Partidos Empatados; PP = Partidos Perdidos; GF = Goles Anotados; GC = Goles Recibidos; Dif. = Diferencia de gol
|  | Asciende a Primera División RFEF.     |
|  | Permanencia en Segunda División RFEF. |

| Local \ Visitante | Cad | Cor | Lin | Mur | Sev | Tam |
| ----------------- | --- | --- | --- | --- | --- | --- |
| Cádiz C.F. "B"    | —   | 2–0 | x   | 0–1 | 1–4 | x   |
| Córdoba C.F.      | 2–1 | —   | 1–2 | x   | x   | 1–1 |
| R.B. Linense      | x   | 0–5 | —   | 1–0 | 3–1 | x   |
| Real Murcia       | 2–1 | x   | 0–0 | —   | x   | 2–1 |
| Sevilla At.       | 1–2 | x   | 3–1 | x   | —   | 0–0 |
| U.D. Tamaraceite  | x   | 0–1 | x   | 1–0 | 1–1 | —   |

### Grupo V - D
| Pos. | Equipos                | PJ | PG | PE | PP | GF | GC | Dif. | Pts. |
| ---- | ---------------------- | -- | -- | -- | -- | -- | -- | ---- | ---- |
| 1.   | C. F. Rayo Majadahonda | 24 | 12 | 5  | 7  | 26 | 21 | +5   | 41   |
| 2.   | C.D. Atlético Baleares | 24 | 11 | 6  | 7  | 36 | 24 | +12  | 39   |
| 3.   | C.F. Villanovense      | 24 | 10 | 6  | 8  | 21 | 14 | +7   | 36   |
| 4.   | A.D. Mérida            | 24 | 8  | 6  | 10 | 19 | 19 | 0    | 30   |
| 5.   | C.D.A. Navalcarnero    | 24 | 5  | 12 | 7  | 20 | 25 | -5   | 27   |
| 6.   | C.D. Don Benito        | 24 | 6  | 7  | 11 | 18 | 31 | -13  | 25   |

Pos. = Posición; Pts = Puntos; PJ = Partidos Jugados; PG = Partidos Ganados; PE = Partidos Empatados; PP = Partidos Perdidos; GF = Goles Anotados; GC = Goles Recibidos; Dif. = Diferencia de gol
|  | Asciende a Primera División RFEF.     |
|  | Permanencia en Segunda División RFEF. |

| Local \ Visitante      | AtB | Don | Mer | Nav | Ray | Vno |
| ---------------------- | --- | --- | --- | --- | --- | --- |
| C.D. Atlético Baleares | —   | 1–0 | 2–1 | x   | x   | 1–0 |
| C.D. Don Benito        | 1–4 | —   | x   | 0–1 | 1–2 | x   |
| A.D. Mérida            | 1–0 | x   | —   | 3–0 | 1–1 | x   |
| C.D.A. Navalcarnero    | x   | 0–0 | 2–0 | —   | x   | 0–2 |
| C.F. Rayo Majadahonda  | x   | 2–0 | 2–1 | x   | —   | 0–2 |
| C.F. Villanovense      | 0–2 | x   | x   | 2–1 | 0–2 | —   |

## Segunda fase por la permanencia en Segunda División RFEF

### Grupo I - E
| Pos. | Equipos             | PJ | PG | PE | PP | GF | GC | Dif. | Pts. | Coef  |
| ---- | ------------------- | -- | -- | -- | -- | -- | -- | ---- | ---- | ----- |
| 1.   | Coruxo F.C.         | 26 | 10 | 6  | 10 | 32 | 32 | 0    | 36   | 1.385 |
| 2.   | Salamanca C.F.      | 26 | 9  | 8  | 9  | 29 | 26 | +3   | 35   | 1.346 |
| 3.   | Pontevedra C.F.     | 26 | 8  | 10 | 8  | 31 | 25 | +6   | 34   | 1.308 |
| 4.   | Real Oviedo Vetusta | 26 | 8  | 6  | 12 | 22 | 39 | -17  | 30   | 1.154 |
| 5.   | C.D. Lealtad        | 26 | 5  | 13 | 8  | 20 | 23 | -3   | 28   | 1.077 |
| 6.   | R. Sporting "B"     | 26 | 5  | 11 | 10 | 26 | 35 | -9   | 26   | 1.000 |
| 7.   | C.D. Guijuelo       | 26 | 5  | 7  | 14 | 24 | 38 | -14  | 22   | 0.846 |
| 8.   | C.D. Covadonga      | 26 | 4  | 3  | 19 | 31 | 57 | -26  | 15   | 0.577 |

Pos. = Posición; Pts = Puntos; PJ = Partidos Jugados; PG = Partidos Ganados; PE = Partidos Empatados; PP = Partidos Perdidos; GF = Goles Anotados; GC = Goles Recibidos; Dif. = Diferencia de gol
|  | Permanencia en Segunda División RFEF. |
|  | Desciende a Tercera División RFEF.    |

| Local \ Visitante | Cor | Cov | Gui | Lea | Ovi | Pon | Sal | Spo |
| ----------------- | --- | --- | --- | --- | --- | --- | --- | --- |
| Coruxo F.C.       | —   | 3–2 | x   | 2–1 | 4–0 | x   | x   | 1–1 |
| C.D. Covadonga    | 2–3 | —   | 3–3 | x   | x   | 0–3 | 1–2 | x   |
| C.D. Guijuelo     | x   | 3–1 | —   | 1–3 | 0–2 | x   | x   | 1–0 |
| C.D. Lealtad      | 0–0 | x   | 2–3 | —   | x   | 2–2 | 0–0 | x   |
| R. Oviedo Vetusta | 1–1 | x   | 2–0 | x   | —   | 0–0 | 0–0 | x   |
| Pontevedra C.F.   | x   | 2–1 | x   | 0–0 | 3–0 | —   | x   | 1–2 |
| Salamanca C.F.    | x   | 1–0 | x   | 1–1 | 4–0 | x   | —   | 4–1 |
| R. Sporting "B"   | 2–2 | x   | 3–1 | x   | x   | 1–1 | 0–0 | —   |

### Grupo II - E
| Pos. | Equipos           | PJ | PG | PE | PP | GF | GC | Dif. | Pts. | Coef. |
| ---- | ----------------- | -- | -- | -- | -- | -- | -- | ---- | ---- | ----- |
| 1.   | U.D. Mutilvera    | 26 | 10 | 9  | 7  | 32 | 21 | +11  | 39   | 1.500 |
| 2.   | S. D. Ejea        | 26 | 10 | 7  | 9  | 24 | 26 | -2   | 37   | 1.423 |
| 3.   | C.D. Izarra       | 26 | 10 | 4  | 12 | 29 | 31 | -2   | 34   | 1.308 |
| 4.   | C. Portugalete    | 28 | 7  | 7  | 14 | 22 | 28 | -6   | 28   | 1.000 |
| 5.   | C. Haro Deportivo | 26 | 5  | 10 | 11 | 23 | 31 | -8   | 25   | 0.962 |
| 6.   | D. Alavés "B"     | 28 | 5  | 7  | 16 | 26 | 42 | -16  | 22   | 0.786 |
| 7.   | Barakaldo C.F.    | 28 | 5  | 7  | 16 | 26 | 51 | -25  | 22   | 0.786 |
| 8.   | S.D. Leioa        | 28 | 3  | 7  | 18 | 18 | 47 | -29  | 16   | 0.571 |

Pos. = Posición; Pts = Puntos; PJ = Partidos Jugados; PG = Partidos Ganados; PE = Partidos Empatados; PP = Partidos Perdidos; GF = Goles Anotados; GC = Goles Recibidos; Dif. = Diferencia de gol
|  | Permanencia en Segunda División RFEF. |
|  | Desciende a Tercera División RFEF.    |

| Local \ Visitante | Ala | Bar | Eje | Har | Iza | Lei | Mut | Por |
| ----------------- | --- | --- | --- | --- | --- | --- | --- | --- |
| D. Alavés "B"     | —   | x   | 0–1 | 2–2 | 0–1 | x   | 0–0 | x   |
| Barakaldo C.F.    | x   | —   | 1–2 | 2–2 | 1–1 | x   | 1–1 | x   |
| S.D. Ejea         | 2–1 | 2–1 | —   | x   | x   | 2–1 | x   | 1–2 |
| C. Haro Deportivo | 2–0 | 1–1 | x   | —   | x   | 2–0 | x   | 1–0 |
| C.D. Izarra       | 2–1 | 3–0 | x   | x   | —   | 4–1 | x   | 3–2 |
| S.D. Leioa        | x   | x   | 0–1 | 2–1 | 1–0 | —   | 0–1 | x   |
| U.D. Mutilvera    | 1–0 | 0–0 | x   | x   | x   | 4–1 | —   | 1–0 |
| C. Portugalete    | x   | x   | 1–1 | 0–0 | 0–1 | x   | 1–1 | —   |

### Grupo III - E
| Pos. | Equipos                 | PJ | PG | PE | PP | GF | GC | Dif. | Pts. | Coef. |
| ---- | ----------------------- | -- | -- | -- | -- | -- | -- | ---- | ---- | ----- |
| 1.   | S.C.R. Peña Deportiva   | 26 | 8  | 12 | 6  | 20 | 20 | 0    | 36   | 1.385 |
| 2.   | R. C. D. Espanyol "B"   | 28 | 10 | 7  | 11 | 33 | 34 | -1   | 37   | 1.321 |
| 3.   | A.E. Prat               | 28 | 8  | 12 | 8  | 23 | 27 | -4   | 36   | 1.286 |
| 4.   | U.E. Olot               | 28 | 9  | 7  | 12 | 29 | 35 | -6   | 34   | 1.214 |
| 5.   | Atzeneta U.E.           | 26 | 7  | 7  | 12 | 27 | 29 | -2   | 28   | 1.077 |
| 6.   | C.E. L'Hospitalet       | 28 | 8  | 6  | 14 | 31 | 48 | -17  | 30   | 1.071 |
| 7.   | Orihuela C.F.           | 26 | 6  | 7  | 13 | 25 | 40 | -15  | 25   | 0.962 |
| 8.   | Valencia C. F. Mestalla | 26 | 2  | 12 | 12 | 24 | 35 | -11  | 18   | 0.692 |

Pos. = Posición; Pts = Puntos; PJ = Partidos Jugados; PG = Partidos Ganados; PE = Partidos Empatados; PP = Partidos Perdidos; GF = Goles Anotados; GC = Goles Recibidos; Dif. = Diferencia de gol
|  | Permanencia en Segunda División RFEF. |
|  | Desciende a Tercera División RFEF.    |

| Local \ Visitante      | Atz | Esp | LHo | Olo | Ori | Peñ | Pra | Val |
| ---------------------- | --- | --- | --- | --- | --- | --- | --- | --- |
| Atzeneta U.E.          | —   | 2–0 | 1–2 | 0–1 | x   | x   | 1–2 | x   |
| R.C.D. Espanyol "B"    | 3–0 | —   | x   | x   | 2–1 | 0–0 | x   | 2–1 |
| C.E. L'Hospitalet      | 0–1 | x   | —   | x   | 4–1 | 0–1 | x   | 1–1 |
| U.E. Olot              | 1–0 | x   | x   | —   | 1–3 | 1–1 | x   | 1–0 |
| Orihuela C.F.          | x   | 2–1 | 5–2 | 1–3 | —   | x   | 0–0 | x   |
| S.C.R. Peña Deportiva  | x   | 1–3 | 2–0 | 2–1 | x   | —   | 1–1 | x   |
| A.E. Prat              | 2–2 | x   | x   | x   | 1–0 | 1–2 | —   | 1–0 |
| Valencia C.F. Mestalla | x   | 0–0 | 1–1 | 0–1 | x   | x   | 1–2 | —   |

### Grupo IV - E
| Pos. | Equipos                  | PJ | PG | PE | PP | GF | GC | Dif. | Pts. | Coef  |
| ---- | ------------------------ | -- | -- | -- | -- | -- | -- | ---- | ---- | ----- |
| 1.   | C. D. El Ejido 2012      | 26 | 9  | 8  | 9  | 30 | 27 | +3   | 35   | 1.346 |
| 2.   | U.D. Las Palmas Atlético | 26 | 8  | 11 | 7  | 27 | 25 | +2   | 35   | 1.346 |
| 3.   | Recreativo Granada       | 26 | 9  | 8  | 9  | 25 | 23 | +2   | 35   | 1.346 |
| 4.   | Marbella F. C.           | 26 | 9  | 7  | 10 | 31 | 27 | +4   | 34   | 1.308 |
| 5.   | Yeclano Deportivo        | 26 | 8  | 5  | 13 | 29 | 40 | -11  | 29   | 1.115 |
| 6.   | R.C. Recreativo          | 26 | 6  | 5  | 15 | 36 | 38 | -2   | 23   | 0.885 |
| 7.   | C.F. Lorca Deportiva     | 26 | 4  | 7  | 15 | 26 | 49 | -23  | 19   | 0.731 |
| 8.   | C.D. Marino              | 26 | 2  | 6  | 18 | 18 | 50 | -32  | 12   | 0.462 |

Pos. = Posición; Pts = Puntos; PJ = Partidos Jugados; PG = Partidos Ganados; PE = Partidos Empatados; PP = Partidos Perdidos; GF = Goles Anotados; GC = Goles Recibidos; Dif. = Diferencia de gol
|  | Permanencia en Segunda División RFEF. |
|  | Desciende a Tercera División RFEF.    |

| Local \ Visitante        | Eji | Las | Lor | Mab | Mar | ReG | ReH | Yec |
| ------------------------ | --- | --- | --- | --- | --- | --- | --- | --- |
| C.D. El Ejido            | —   | 1–3 | x   | 2–0 | 4–0 | x   | 2–0 | x   |
| U.D. Las Palmas Atlético | 0–1 | —   | 3–1 | x   | x   | 0–0 | x   | 4–2 |
| Lorca Dep.               | x   | 2–2 | —   | 2–3 | 2–1 | x   | 2–1 | x   |
| Marbella F.C.            | 1–0 | x   | 2–1 | —   | x   | 0–0 | x   | 3–0 |
| C.D. Marino              | 1–1 | x   | 0–1 | x   | —   | 1–2 | x   | 1–2 |
| Rec. Granada             | x   | 0–1 | x   | 0–1 | 1–1 | —   | 1–0 | x   |
| R.C. Recreativo          | 1–2 | x   | 4–0 | x   | x   | 0–1 | —   | 0–1 |
| Yeclano Dep.             | x   | 2–1 | x   | 3–1 | 4–2 | x   | 2–1 | —   |

### Grupo V - E
| Pos. | Equipos                | PJ | PG | PE | PP | GF | GC | Dif. | Pts. | Coef  |
| ---- | ---------------------- | -- | -- | -- | -- | -- | -- | ---- | ---- | ----- |
| 1.   | U.D. Melilla           | 26 | 9  | 10 | 7  | 28 | 26 | +2   | 37   | 1.423 |
| 2.   | U.D. Socuéllamos       | 26 | 9  | 6  | 11 | 20 | 27 | -7   | 33   | 1.269 |
| 3.   | U.D. Poblense          | 26 | 6  | 12 | 8  | 29 | 28 | +1   | 30   | 1.154 |
| 4.   | Atlético de Madrid "B" | 26 | 7  | 8  | 11 | 23 | 30 | -7   | 29   | 1.115 |
| 5.   | Villarrubia C.F.       | 26 | 6  | 11 | 9  | 24 | 33 | -9   | 29   | 1.115 |
| 6.   | Las Rozas C. F.        | 26 | 6  | 10 | 10 | 21 | 31 | -10  | 28   | 1.077 |
| 7.   | Getafe C.F. "B"        | 26 | 4  | 11 | 11 | 18 | 30 | -12  | 23   | 0.885 |
| 8.   | C.P. Villarrobledo     | 26 | 2  | 6  | 18 | 20 | 44 | -24  | 12   | 0.462 |

Pos. = Posición; Pts = Puntos; PJ = Partidos Jugados; PG = Partidos Ganados; PE = Partidos Empatados; PP = Partidos Perdidos; GF = Goles Anotados; GC = Goles Recibidos; Dif. = Diferencia de gol
|  | Permanencia en Segunda División RFEF.                                           |
|  | Desciende a Tercera División RFEF como peor 3° clasificado de los cinco grupos. |
|  | Desciende a Tercera División RFEF.                                              |

| Local \ Visitante      | AtM | Get | LRo | Mel | Pob | Soc | Vro | Vru |
| ---------------------- | --- | --- | --- | --- | --- | --- | --- | --- |
| Atlético de Madrid "B" | —   | x   | x   | 0–2 | x   | 0–1 | 2–1 | 2–2 |
| Getafe C.F. "B"        | x   | —   | x   | 2–2 | x   | 0–0 | 2–1 | 1–0 |
| Las Rozas C.F.         | x   | x   | —   | 2–2 | x   | 0–0 | 0–0 | 1–1 |
| U.D. Melilla           | 3–0 | 1–1 | 0–0 | —   | 3–2 | x   | x   | x   |
| U.D. Poblense          | x   | x   | x   | 0–0 | —   | 2–0 | 4–0 | 2–1 |
| U.D. Socuéllamos       | 1–0 | 3–0 | 1–0 | x   | 1–0 | —   | x   | x   |
| C.P. Villarrobledo     | 0–2 | 1–1 | 1–2 | x   | 1–2 | x   | —   | x   |
| Villarrubia C.F.       | 0–2 | 1–0 | 1–0 | x   | 1–1 | x   | x   | —   |

### Peor tercero por la permanencia
| Pos. | Equipos            | PJ | PG | PE | PP | GF | GC | Dif. | Pts. | Coef. |
| ---- | ------------------ | -- | -- | -- | -- | -- | -- | ---- | ---- | ----- |
| 1.   | Recreativo Granada | 26 | 9  | 8  | 9  | 25 | 23 | +2   | 35   | 1.346 |
| 2.   | Pontevedra C.F.    | 26 | 8  | 10 | 8  | 31 | 25 | +6   | 34   | 1.308 |
| 3.   | C.D. Izarra        | 26 | 10 | 4  | 12 | 29 | 31 | -2   | 34   | 1.308 |
| 4.   | A.E. Prat          | 28 | 8  | 12 | 8  | 23 | 27 | -4   | 36   | 1.286 |
| 5.   | U.D. Poblense      | 26 | 6  | 12 | 8  | 29 | 28 | +1   | 30   | 1.154 |

Pos. = Posición; Pts = Puntos; PJ = Partidos Jugados; PG = Partidos Ganados; PE = Partidos Empatados; PP = Partidos Perdidos; GF = Goles Anotados; GC = Goles Recibidos; Dif. = Diferencia de gol
|  | Permanencia en Segunda División RFEF. |
|  | Desciende a Tercera División RFEF.    |

### Máximos goleadores
| Pos. | Jugador           | Goles | Part. | Prom. | Club                       |
| ---- | ----------------- | ----- | ----- | ----- | -------------------------- |
| 1    | Raúl García       | 11    | 18    | 0.61  | Betis Deportivo            |
| 2    | Iván Romero       | 11    | 18    | 0.61  | Sevilla Atlético           |
| 3    | Carlitos Martínez | 11    | 20    | 0.55  | F. C. Andorra              |
| 4    | Alberto Quiles    | 10    | 16    | 0.63  | R. C. Recreativo de Huelva |
| 5    | Ángel Sánchez     | 9     | 18    | 0.5   | C. D. Tudelano             |
| 5    | Pito Camacho      | 9     | 18    | 0.5   | R. B. Linense              |

## Promoción de ascenso a la Segunda División
|  | Semifinales                      | Semifinales     |                   |                   | Finales         | Finales         |  |              |                            |                            |  |  |  |  |  |
|  | 15 y 16 de mayo                  | 15 y 16 de mayo |                   |                   | 22 y 23 de mayo | 22 y 23 de mayo |  |              | Ascenso a Segunda División | Ascenso a Segunda División |  |  |  |  |  |
|  |                                  |                 |                   |                   |                 |                 |  |              |                            |                            |  |  |  |  |  |
|  |                                  |                 |                   |                   |                 |                 |  |              |                            |                            |  |  |  |  |  |
|  | Burgos C. F.                     | 1               |                   |                   |                 |                 |  |              |                            |                            |  |  |  |  |  |
|  | Burgos C. F.                     | 1               |                   |                   |                 |                 |  |              |                            |                            |  |  |  |  |  |
|  | C. D. Calahorra                  | 0               |                   |                   |                 |                 |  |              |                            |                            |  |  |  |  |  |
|  | C. D. Calahorra                  | 0               |                   | Burgos C. F.      | 1               |                 |  |              |                            |                            |  |  |  |  |  |
|  |                                  |                 |                   | Burgos C. F.      | 1               |                 |  |              |                            |                            |  |  |  |  |  |
|  |                                  |                 | Bilbao Athletic   | 0                 |                 |                 |  |              |                            |                            |  |  |  |  |  |
|  | Bilbao Athletic                  | 2               | Bilbao Athletic   | 0                 |                 |                 |  |              |                            |                            |  |  |  |  |  |
|  | Bilbao Athletic                  | 2               |                   |                   |                 |                 |  |              |                            |                            |  |  |  |  |  |
|  | R. C. Celta "B"                  | 1               |                   |                   |                 |                 |  |              |                            |                            |  |  |  |  |  |
|  | R. C. Celta "B"                  | 1               |                   |                   |                 |                 |  | Burgos C. F. | -                          |                            |  |  |  |  |  |
|  |                                  |                 |                   |                   |                 |                 |  | Burgos C. F. | -                          |                            |  |  |  |  |  |
|  |                                  |                 | Real Sociedad "B" | -                 |                 |                 |  |              |                            |                            |  |  |  |  |  |
|  | Real Sociedad "B"                | 2               | Real Sociedad "B" | -                 |                 |                 |  |              |                            |                            |  |  |  |  |  |
|  | Real Sociedad "B"                | 2               |                   |                   |                 |                 |  |              |                            |                            |  |  |  |  |  |
|  | F. C. Andorra                    | 1               |                   |                   |                 |                 |  |              |                            |                            |  |  |  |  |  |
|  | F. C. Andorra                    | 1               |                   | Real Sociedad "B" | 2               |                 |  |              |                            |                            |  |  |  |  |  |
|  |                                  |                 |                   | Real Sociedad "B" | 2               |                 |  |              |                            |                            |  |  |  |  |  |
|  |                                  |                 | Algeciras C. F.   | 1                 |                 |                 |  |              |                            |                            |  |  |  |  |  |
|  | U. D. San Sebastián de los Reyes | 1               | Algeciras C. F.   | 1                 |                 |                 |  |              |                            |                            |  |  |  |  |  |
|  | U. D. San Sebastián de los Reyes | 1               |                   |                   |                 |                 |  |              |                            |                            |  |  |  |  |  |
|  | Algeciras C. F.                  | 3               |                   |                   |                 |                 |  |              |                            |                            |  |  |  |  |  |
|  | Algeciras C. F.                  | 3               |                   |                   |                 |                 |  |              |                            |                            |  |  |  |  |  |
|  |                                  |                 |                   |                   |                 |                 |  |              |                            |                            |  |  |  |  |  |
|  |                                  |                 |                   |                   |                 |                 |  |              |                            |                            |  |  |  |  |  |
|  | U. D. Ibiza                      | 0               |                   |                   |                 |                 |  |              |                            |                            |  |  |  |  |  |
|  | U. D. Ibiza                      | 0               |                   |                   |                 |                 |  |              |                            |                            |  |  |  |  |  |
|  | Real Madrid Castilla C. F.       | 0               |                   |                   |                 |                 |  |              |                            |                            |  |  |  |  |  |
|  | Real Madrid Castilla C. F.       | 0               |                   | U. D. Ibiza       | 1               |                 |  |              |                            |                            |  |  |  |  |  |
|  |                                  |                 |                   | U. D. Ibiza       | 1               |                 |  |              |                            |                            |  |  |  |  |  |
|  |                                  |                 | UCAM Murcia C. F. | 0                 |                 |                 |  |              |                            |                            |  |  |  |  |  |
|  | UCAM Murcia C. F.                | 2               | UCAM Murcia C. F. | 0                 |                 |                 |  |              |                            |                            |  |  |  |  |  |
|  | UCAM Murcia C. F.                | 2               |                   |                   |                 |                 |  |              |                            |                            |  |  |  |  |  |
|  | F. C. Barcelona "B"              | 2               |                   |                   |                 |                 |  |              |                            |                            |  |  |  |  |  |
|  | F. C. Barcelona "B"              | 2               |                   |                   |                 |                 |  | U. D. Ibiza  | -                          |                            |  |  |  |  |  |
|  |                                  |                 |                   |                   |                 |                 |  | U. D. Ibiza  | -                          |                            |  |  |  |  |  |
|  |                                  |                 | S. D. Amorebieta  | -                 |                 |                 |  |              |                            |                            |  |  |  |  |  |
|  | C. D. Badajoz                    | 2               | S. D. Amorebieta  | -                 |                 |                 |  |              |                            |                            |  |  |  |  |  |
|  | C. D. Badajoz                    | 2               |                   |                   |                 |                 |  |              |                            |                            |  |  |  |  |  |
|  | Zamora C. F.                     | 0               |                   |                   |                 |                 |  |              |                            |                            |  |  |  |  |  |
|  | Zamora C. F.                     | 0               |                   | C. D. Badajoz     | 0               |                 |  |              |                            |                            |  |  |  |  |  |
|  |                                  |                 |                   | C. D. Badajoz     | 0               |                 |  |              |                            |                            |  |  |  |  |  |
|  |                                  |                 | S. D. Amorebieta  | 1                 |                 |                 |  |              |                            |                            |  |  |  |  |  |
|  | Linares Deportivo                | 1               | S. D. Amorebieta  | 1                 |                 |                 |  |              |                            |                            |  |  |  |  |  |
|  | Linares Deportivo                | 1               |                   |                   |                 |                 |  |              |                            |                            |  |  |  |  |  |
|  | S. D. Amorebieta                 | 2               |                   |                   |                 |                 |  |              |                            |                            |  |  |  |  |  |
|  | S. D. Amorebieta                 | 2               |                   |                   |                 |                 |  |              |                            |                            |  |  |  |  |  |
|  |                                  |                 |                   |                   |                 |                 |  |              |                            |                            |  |  |  |  |  |

## Copa del Rey
Los 28 equipos de Segunda División "B" determinados en los siguientes términos en el orden expuesto y con carácter excluyente:
1. Los veinticinco equipos que quedaron clasificados entre el primer y quinto puesto de la clasificación final de sus respectivos subgrupos C al término de la fase regular del Campeonato Nacional de la temporada anterior a la celebración del torneo y, en defecto de alguno de ellos, por razones de filialidad, dependencia o cualesquiera otras circunstancias que impidan su participación, el mejor clasificado que les siga en su respectivo grupo.
2. Los tres equipos que dispongan del mejor coeficiente de puntos de entre los clasificados en sexto lugar de la clasificación final en cada uno de los cinco subgrupos C y que no sean filiales ni dependientes.
Una vez agotados los criterios anteriores, y habiendo vacantes por completar, éstas se asignarán a los clubes clasificados en primer lugar en función de la clasificación final de los subgrupos D y que obtuvieron mejor coeficiente de puntos entre los que conforman los cinco grupos. Si aun así no se hubiesen completado, el mismo criterio se llevará a cabo con las posiciones inferiores que corresponda, siempre teniendo que agotar una posición completa para pasar a la siguiente.